# Brasparts
Brasparts [bʁaspaʁ], en breton Brasparzh, est une commune du département du Finistère, dans la région Bretagne, en France.
 Du fait de sa situation, dans le parc naturel régional d'Armorique, ce petit bourg des monts d'Arrée offre de nombreuses possibilités touristiques.

## Géographie
Située sur le versant sud des monts d'Arrée, au contact du bassin de Châteaulin, Brasparts est une commune d'une superficie de 4 600 hectares (46 km2) et compte 1 039 habitants en 2006. Traversée par la D 785, axe routier Morlaix-Quimper, Brasparts a un relief très vallonné, les altitudes sont échelonnées entre 332 mètres (sommet sans nom situé à la limite nord de la commune) et 70 mètres dans l'angle sud-ouest du territoire communal, dans la vallée de la Rivière de Saint-Rivoal ; soit un dénivelé de 252 mètres, important pour une commune bretonne.
Les limites de la commune au nord-ouest, avec Saint-Rivoal, suivent une ligne de crête secondaire du versant méridional de l'Arrée, puis au nord-est, avec Botmeur, le cours de l'Ellez, depuis presque sa source jusqu'au lac réservoir de Saint-Michel pour partie situé donc dans la commune de Brasparts, de même qu'une fraction des marais du Yeun Elez au nord du Roc'h Cléguer, autre sommet de la commune qui culmine à 306 mètres d'altitude. À l'est, le ruisseau de Bodriec, affluent de la Douffine dont la source est située sur le versant sud du Roc'h Cléguer, sert de limite communale avec Loqueffret, puis Lannédern ; au sud, la Douffine sépare Brasparts de Pleyben jusqu'à sa confluence avec la Rivière de Saint-Rivoal qui, à l'ouest sert de limite communale avec Lopérec.
| Saint-Rivoal | Botmeur   | Brennilis  |
| Lopérec      | Brasparts | Loqueffret |
|              | Pleyben   | Lannédern  |

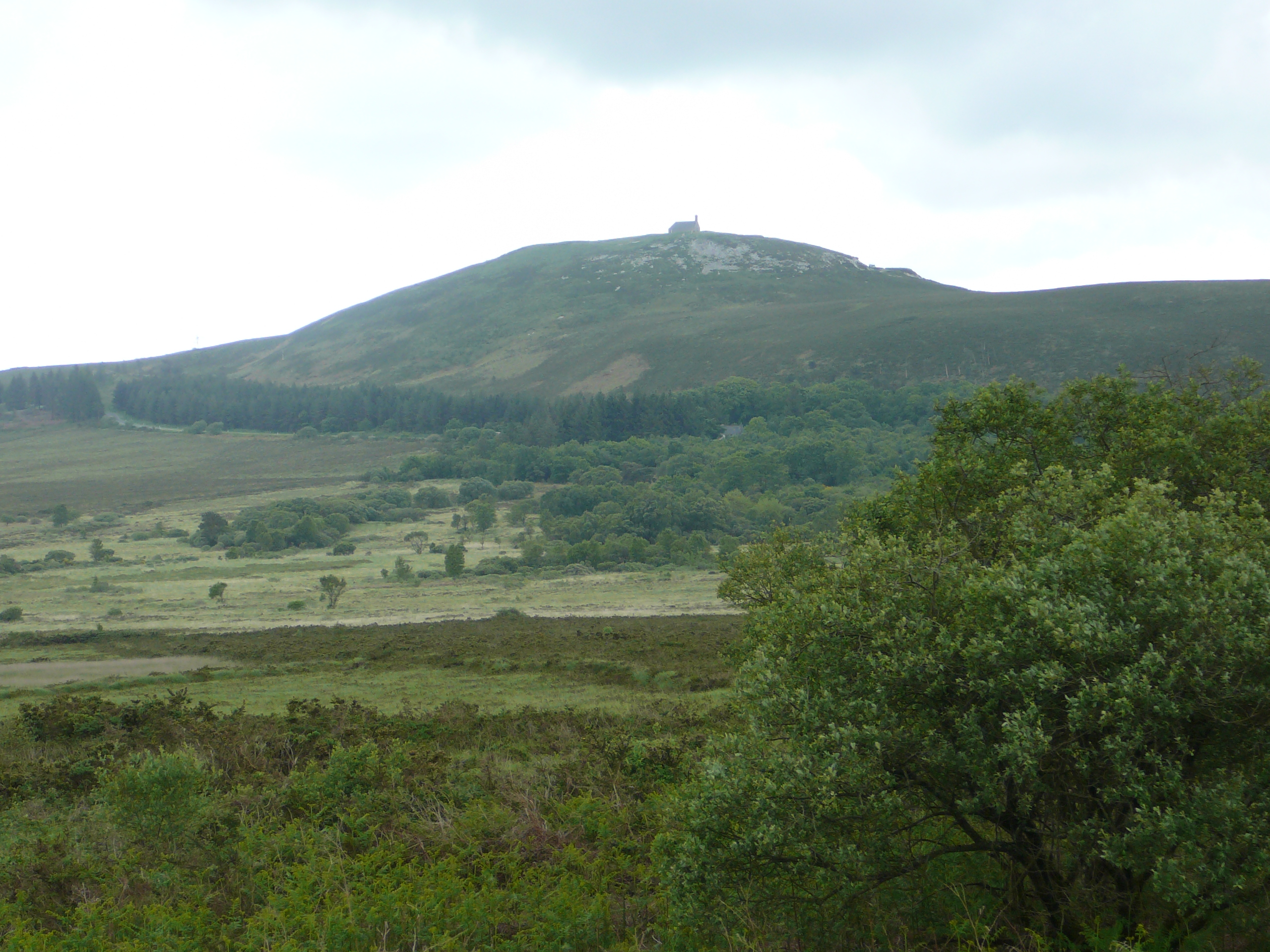
Le mont Saint-Michel-de-Brasparts.

Les paysages sont très variés : collines couvertes de bois, de landes ou de riches cultures, vallées encaissées avec de nombreux pâturages, le bocage restant assez dense. C'est le « midi » des monts d'Arrée : les pommiers fleurissent à Brasparts, pays de la « Chanson du cidre », ils sont traditionnellement absents dans les hauteurs de l'Arrée.
L'habitat est généralement groupé en hameaux assez petits (« villages » dans le vocabulaire local) implantés souvent à mi-hauteur sur les versants, profitant de replats, sauf à la limite nord de la commune où un habitat isolé s'est installé sur des landes tardivement défrichées. L'habitat traditionnel est formé en partie de maisons à avancées (apotheiz) comme à Botbern où deux maisons jumelles sont datées de 1695 et 1725. Les maisons jumelées, assez fréquentes, semblent correspondre aux habitations de familles travaillant sur un même domaine comme à la Métaierie noble de la Marche. L'habitat est le plus souvent construit en schistes, roche dominante affleurant un peu partout dans la commune. La carrière du Goël, déjà en activité au XVIIe siècle, a été exploitée de manière importante au XIXe siècle.
Les noms de lieux de la commune de Brasparts ont fait l'objet d'une étude approfondie par Patrick Ciréfice,.

### Hydrographie
Pour un article plus général, voir Réseau hydrographique du Finistère.
La commune est située dans le bassin Loire-Bretagne. Elle est drainée par la Douffine, l'Ellez, le Saint Rivoal, le Roudouhir, le ruisseau de Kerambellec, le Stêr Red et divers autres petits cours d'eau,.
La Douffine, d'une longueur de 25 km, prend sa source dans la commune  et se jette  dans le canal de Nantes à Brest à Dinéault, après avoir traversé six communes. 
L'Ellez, d'une longueur de 28 km, prend sa source dans la commune de Saint-Rivoal et se jette  dans l'Aulne à Landeleau, après avoir traversé neuf communes.  Les caractéristiques hydrologiques de l'Ellez sont données par la station hydrologique située sur la commune de Loqueffret. Le débit moyen mensuel est de 1,16 m3/s. Le débit moyen journalier maximum est de 19,5 m3/s, atteint lors de la crue du 29 décembre 1994. Le débit instantané maximal est quant à lui de 32,7 m3/s, atteint le 2 novembre 2023.
Le Saint Rivoal, d'une longueur de 11 km, prend sa source dans la commune de Saint-Rivoal et se jette  dans la Douffine à Pleyben, après avoir traversé quatre communes. 

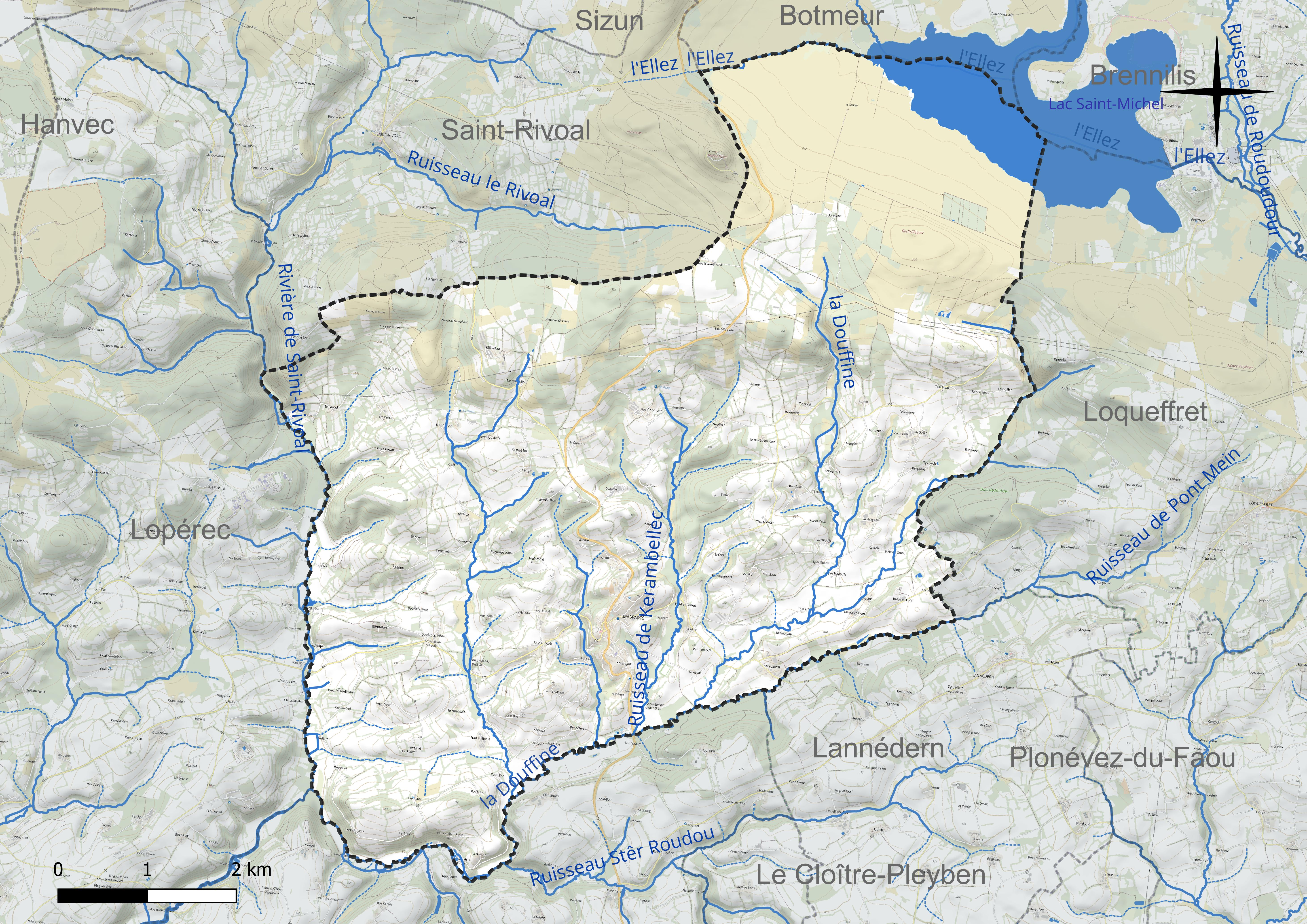
Réseau hydrographique de Brasparts.

Un plan d'eau complète le réseau hydrographique : le lac Saint-Michel, d'une superficie totale de 450,6 ha (119,7 ha sur la commune),.

### Climat
Pour des articles plus généraux, voir Climat de la Bretagne et Climat du Finistère.
En 2010, le climat de la commune est de type climat océanique franc, selon une étude du CNRS s'appuyant sur une série de données couvrant la période 1971-2000. En 2020, Météo-France publie une typologie des climats de la France métropolitaine dans laquelle la commune est exposée à un climat océanique et est dans la région climatique  Finistère nord, caractérisée par une pluviométrie élevée, des températures douces en hiver (6 °C), fraîches en été et des vents forts. Parallèlement l'observatoire de l'environnement en Bretagne publie en 2020 un zonage climatique de la région Bretagne, s'appuyant sur des données de Météo-France de 2009. La commune est, selon ce zonage, dans la zone « Monts d'Arrée », avec des hivers froids, peu de chaleurs et de fortes pluies.  
Pour la période 1971-2000, la température annuelle moyenne est de 11,2 °C, avec  une amplitude thermique annuelle de 10,8 °C. Le cumul annuel moyen de précipitations est de 1 136 mm, avec 16,9 jours de précipitations en janvier et 8,3 jours en juillet. Pour la période 1991-2020, la température moyenne annuelle observée sur la station météorologique la plus proche, située sur la commune de Brennilis à 10 km à vol d'oiseau, est de 10,9 °C et le cumul annuel moyen de précipitations est de 1 552,3 mm,. Pour l'avenir, les paramètres climatiques de la commune estimés pour 2050 selon différents scénarios d'émission de gaz à effet de serre sont consultables sur un site dédié publié par Météo-France en novembre 2022.

## Urbanisme

### Typologie
Au 1er janvier 2024, Brasparts est catégorisée commune rurale à habitat dispersé, selon la nouvelle grille communale de densité à 7 niveaux définie par l'Insee en 2022.
Elle est située hors unité urbaine. Par ailleurs la commune fait partie de l'aire d'attraction de Pleyben - Châteaulin, dont elle est une commune de la couronne,. Cette aire, qui regroupe 18 communes, est catégorisée dans les aires de moins de 50 000 habitants,.

### Occupation des sols

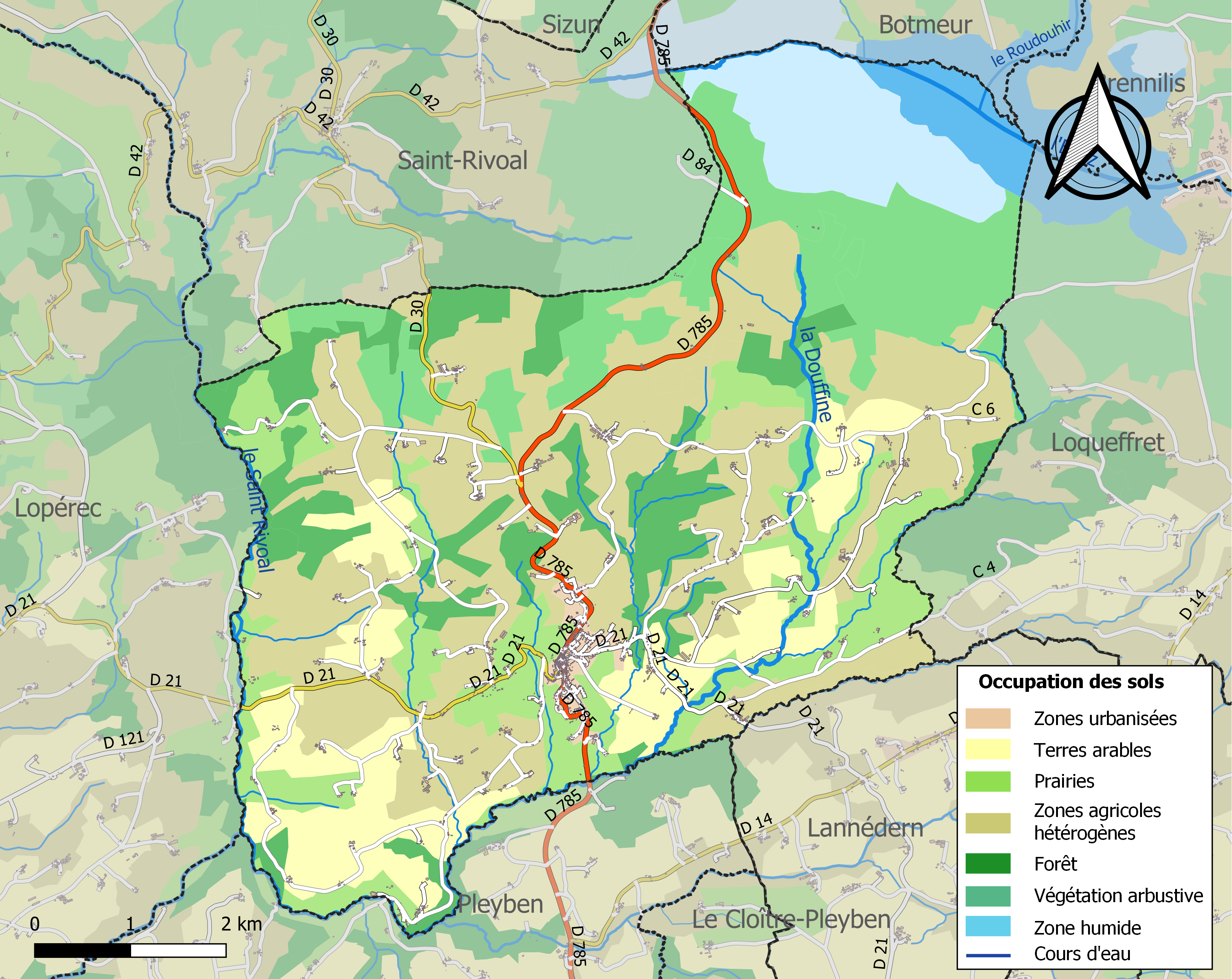
Carte des infrastructures et de l'occupation des sols de la commune en 2018 (CLC).

Le tableau ci-dessous présente l'occupation des sols de la commune en 2018, telle qu'elle ressort de la base de données européenne d'occupation biophysique des sols Corine Land Cover (CLC).
| Type d'occupation                                                                   | Pourcentage | Superficie (en hectares) |
| ----------------------------------------------------------------------------------- | ----------- | ------------------------ |
| Tissu urbain discontinu                                                             | 1,2 %       | 56                       |
| Terres arables hors périmètres d'irrigation                                         | 12,7 %      | 599                      |
| Prairies et autres surfaces toujours en herbe                                       | 14,1 %      | 664                      |
| Systèmes culturaux et parcellaires complexes                                        | 36,0 %      | 1 695                    |
| Surfaces essentiellement agricoles interrompues par des espaces naturels importants | 0,9 %       | 43                       |
| Forêts de feuillus                                                                  | 7,2 %       | 340                      |
| Forêts de conifères                                                                 | 4,1 %       | 191                      |
| Forêts mélangées                                                                    | 0,7 %       | 33                       |
| Landes et broussailles                                                              | 9,6 %       | 453                      |
| Forêt et végétation arbustive en mutation                                           | 4,5 %       | 212                      |
| Tourbières                                                                          | 6,5 %       | 307                      |
| Plans d'eau                                                                         | 2,6 %       | 121                      |
| Source : Corine Land Cover                                                          |             |                          |

L'occupation des sols montre que les surfaces agricoles, qui occupent 62,8 % de la surface communale, ont conservé en grande partie leur structure bocagère. Elle montre également une faible urbanisation du territoire. La forêt, qui occupe 12,0 % de la surface communale, est constituée majoritairement de feuillus. Landes et tourbières occupent une surface considérable au nord du territoire appartenant au Yeun Elez, une zone de marécages.

## Toponymie
Attesté sous les formes de Bratberth au XIe siècle, Brasperz en 1368, Brazberz en 1376, Brazperz en 1407 et Brasparts en 1536.
Brasparz : en breton.
Les dernières hypothèses font dériver Brasparts du vieux-breton Brath (piquer) et Parth, Perth (haie) ; sans doute un ouvrage défensif formé de haies vives.
Bien que le mot Brath ait disparu de la langue bretonne contemporaine, il existe toujours, notamment en gallois où nous retrouvons un Brath (Piquer).

## Histoire

### Des origines à la Révolution française
La région est habitée depuis au moins le mésolithique. L'alignement mégalithique de « an Eured Vein » témoigne d'une occupation de ce site au néolithique et le tumulus de Goaremm an Digui (près de Ty ar Moal) abrite une sépulture de l'âge du bronze.
Deux sites gallo-romains, habités par des Osismes, se trouvent à Stumenven et à Castel-Dû (Château Noir) en Brasparts, à la limite de Saint-Rivoal, en bordure d'une ancienne voie romaine dont le tracé était approximativement celui de la route actuelle Brasparts-Saint-Rivoal-Saint-Cadou. Ce dernier site a été signalé dès 1875. En 1911, Jean-Marie Abgrall et Louis Le Guennec le décrivent : « Dans le champ qui a remplacé le camp, on a fait disparaître des levées de terre et des maçonneries. Dans les abords du village on voyait autrefois des substructions, des pans de murs, des tuiles et beaucoup de blocs de scories de fer. » Vers 1910, François Joncour explore « un tertre contenant plus de 50 mètres cubes de ces résidus, indices certains d'anciennes fonderies » liées à la présence d'un affleurement ferrugineux dans les grès dits de Landévennec à proximité de cet endroit. Il y trouve une plaque de schiste portant un portrait, celui de Veus, le plus ancien Finistérien dont le nom est connu, qui a été redécouvert récemment par Jean-Yves Éveillard dans les réserves du Musée départemental breton de Quimper où il avait été oublié.
Selon une interprétation de René Larguillère in Les saints et l'organisation chrétienne primitive dans l'Amorique Bretonne, 1924), Brasparts aurait fait partie du Plou de la montagne (Plouenez ou Ploumenez), une des paroisses primitives de l'Armorique, forte de 26 000 hectares et qui aurait englobé un territoire allant du Huelgoat à Saint-Rivoal, de Loqueffret à Berrien et à Brasparts en passant par La Feuillée et Botmeur, et dont le centre aurait été situé dans l'actuel hameau de Plouenez en Brennilis. La création de la paroisse remonterait au XIe siècle. Bras-Partz signifie mot-à-mot grande paroisse en breton. La paroisse était effectivement vaste, englobant la trève de Saint-Rivoal, y compris le hameau de Botcador, désormais dans la commune de Botmeur.
En fait ce nom de Plomenez était le nom premier de la commune de Loqueffret (ref. : cartulaire de Landévennec) et la fondation de Brasparts pourrait remonter au VIe siècle, son premier nom étant Bratberth selon le Cartulaire de Landévennec vers le Xe siècle.
La légende veut que cette paroisse ait eu pour premier titulaire saint Jaoua (né vers 500 en Grande-Bretagne, disciple de saint Pol et envoyé à Brasparts pour lutter contre le paganisme, décédé le 2 mars 554 à Brasparts, enterré dans la chapelle Saint-Jaoua en Plouvien), compagnon de saint Pol, à qui aurait succédé saint Tujan, patron actuel de son église avec Notre-Dame, honoré en particulier à Saint-Tujen, en Primelin.« La Vie légendaire de saint Jaoua parle, quant à elle, non de Tujan, mais de Tusveanus, nom qui correspond à celui de saint Tusven, titulaire d'une chapelle à Ploudalmézeau et éponyme de Llandudwen, dans le Carnarvonshire, au Pays de Galles. Il y a donc eu confusion de deux saints différents ».
Saint Jaoua aurait trouvé à Brasparts une population presque totalement idolâtre. Malgré son zèle, il eut beaucoup de mal à convertir les habitants. Dom Lobineau nous dit que Jaoua trouva à Brasparts « beaucoup de difficultez, à raison que les paroissiens, mal-instruits et peu catéchisez, se rendoient difficiles à gouverner: Jaoua, patient avec les uns, violent parfois avec les autres, les prêchait, les enseignait, les catéchisait, soucieux de les évangéliser, de leur montrer la voie du Seigneur ».
Jean-Baptiste Ogée écrit : « Dans le XIIIe siècle, le territoire de Bras-Parts renfermait les manoirs nobles de Touluaen, la Marche, la Forêt, l'Esquiriou, Parchiame et Maestangal. »
Selon un document de 1498, une école existait alors à Brasparts.
Cette commune est connue pour des faits liés à la Révolte des Bonnets rouges en 1675. En 1692, une bulle du pape Innocent XII accorde « indulgence plénière et rémission de tous leurs péchés » à ceux qui « auront visité avec dévotion l'église de la bienheureuse Vierge Marie, à Brasparts, diocèse de Quimper ».
Le 23 juin 1728, Boterel, recteur (curé) de Brasparts, rédige un mémoire sur les revenus de sa paroisse : « Déclare que le pourpris et domaine dépendants du presbytère lui peut valoir, déduction faite des frais de labeur, la somme de 20 livres. Qu'il est le seul décimateur à la trentième gerbe sur tous les grains, à la réserve du blé noir ou sarazin (sarrasin), et a droit de prémices qui consiste en une brassée du meilleur blé par chaque personne qui ensemence, laquelle confondue avec la dîme lui peut produire par année commune 10 boissaux de froment lesquels, suivant l'apprécis de la juridiction du Faou des années (1713 à 1718), (1723 à 1726), à raison de 6 livres 15 sols 6 deniers font 67 livres 15 sols. 6.130 boissaux de seigles à livres 13 sols 9 deniers qui font 609 livres 7 sols 6 deniers. 80 boissaux avoine à 47 sols 8 deniers qui font 190 livres 15 sols 4 deniers ».
En 1771, des archives montrent que le marquis de La Fayette possédait la terre du Parc en Brasparts.
Camille Vallaux note en 1908 « un esprit d'indépendance presque farouche, en rapport avec la solitude des hautes landes et avec l'éparpillement des hommes à leur surface », et en fournit des exemples anciens : lors de la Guerre de Succession d'Espagne (1701-1714), les soldats réfractaires à la conscription sont nombreux à se cacher ou à se faire porter malades, ceux qui sont pris sont expédiés en prison à Châteaulin; lors des guerres de la Révolution française, les déserteurs furent nombreux aussi : « une infinité se cachaient dans les landes de Brasparts et Saint-Rivoal » dit un caporal en 1794. Une tradition frondeuse à l'égard de la religion existait aussi : des procès sont intentés en 1729 à des Braspartiates qui « s'obstinent à tenir des foires et marchés les jours de fête et en particulier les lundis de Pâques et de Pentecôte ».
La Révolution française a été accueillie à Brasparts selon Camille Vallaux avec enthousiasme. En décembre 1792, note-t-il, les cris de « Mort aux tyrans, guerre aux châteaux, paix aux chaumières !» retentissent à Brasparts, en janvier 1793 ; le conseil général [équivalent à l'époque du conseil municipal] de Brasparts confisque l'argent de la « fabrique » (paroisse) « car ces sommes seront plus utiles aux armées (...) de la République » ; en avril 1794, le même conseil ordonna « de faire semer dans le château de Quillien des pommes de terre et autres légumes » pour la nourriture du peuple. En frimaire an II (novembre 1793), trois des quatre cloches de l'église paroissiale sont descendues et transportées à Ville-sur-Aone (nom donné par les révolutionnaires à Châteaulin) pour y être fondues.
Des Braspartiates sont toutefois d'opinion contraire : en 1791, des habitants de la commune s'insurgèrent contre leurs prêtres constitutionnels, qui ne peuvent se rendre de leur presbytère à l'église que sous bonne escorte pour y dire la messe et les expulsèrent violemment en novembre 1791. En 1793, la municipalité refuse d'installer un autre curé constitutionnel, Jacques Le Quemener, venant de Saint-Rivoal, qui est insulté, victime de jets de pierre, etc. Un responsable du district de Châteaulin écrit le 7 septembre 1793 : « La commune de Brasparts n'a, depuis le commencement de la Révolution, cessé de donner les preuves les plus éclatantes de son incivisme. Travaillée en tous sens par une foule de prêtres réfractaires, elle a constamment favorisé et favorise encore leur retraite. (...) Une force armée, envoyée par le Département, n'eut qu'un succès éphémère : dès qu'elle eut quitté le territoire de Brasparts, le curé constitutionnel fut derechef harcelé et s'est vu forcé d'abandonner ce poste ». L'arbre de la liberté planté sur une place de Brasparts est coupé par des inconnus dans la nuit du 9 au 10 messidor an III (26 au 27 juin 1795).

### Vie rurale traditionnelle

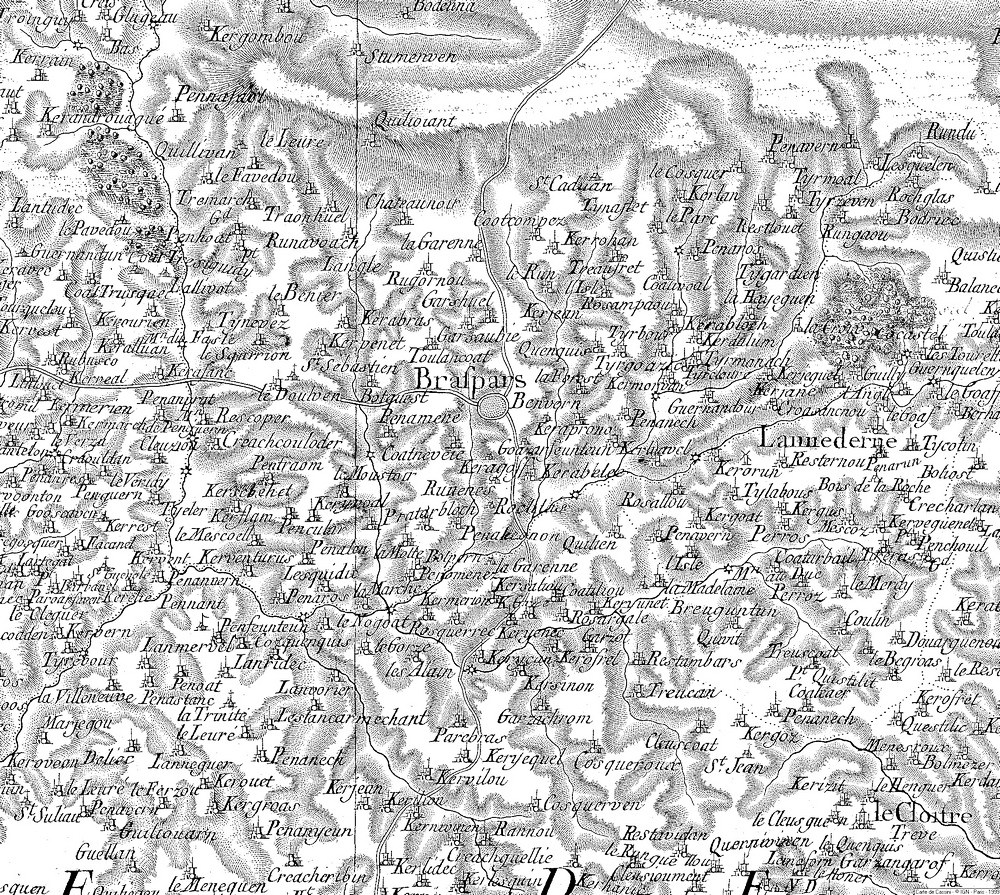
Carte de Cassini (XVIIIe siècle) : la région de Brasparts.

Vers 1780, selon Jean-Baptiste Ogée, la répartition du territoire paroissial est à cette date la suivante : pour une superficie totale de 6 926 hectares, les « landes et incultes » occupent 3 574 ha, les terres labourables 1 189 ha, les canaux et étangs 749 ha, les prés et pâturages 389 ha, les bois 173 ha, etc. Les landes et incultes occupaient donc à cette époque plus de la moitié (51,6 %) de la superficie de la paroisse, les terres labourables 17,1 % seulement. Plus de 10 % de la superficie totale est occupée par des étangs et canaux, ce qui est beaucoup.
Jean-Baptiste Ogée poursuit : « Le terrain est généralement montagneux. Le sol est peu productif ; cependant les cultures vont s'améliorant. Les habitants ne sont pas dans l'aisance ; il y a même beaucoup de pauvres, chez lesquels la mendicité est comme héréditaire. Les maladies psoriques sont fréquentes ».
À cette époque, sept foires avaient lieu chaque année « le premier lundi de février, avril, juin, août, octobre et décembre, et le lundi après le dimanche des Rameaux », ce qui faisait de Brasparts un bourg très animé. On y vendait principalement des chevaux du pays, « nommés doubles bidets » (de la race bidet breton), fort estimés et des chapons qui étaient « très recherchés ». Louis Ogée note « qu'on y parle breton ».
Le XIXe siècle a été une période de grands défrichements : selon Camille Vallaux entre 1813 et 1907, 1 100 hectares supplémentaires ont été défrichés, soit environ le 1/4 du terroir communal. « Le jour du « défonçage », tous les voisins viennent aider le défricheur, et le travail se termine par un petit festin », chaque forgeron de Brasparts était tenu d'avoir une charrue spéciale, la « défonceuse », qu'il louait à cet effet à sa clientèle.
En 1907, toujours selon Camille Vallaux, les céréales étaient la culture principale, occupant 1 390 hectares soit environ le tiers de la surface mise en valeur pour l'agriculture : 630 ha en avoine (pour nourrir les animaux et payer le fermage), 440 ha de froment, 300 ha de sarrasin (qui reste à cette époque la base de la nourriture paysanne, mais dont la culture régresse déjà dans la seconde moitié du XIXe siècle et 20 ha seulement de seigle, en voie de disparition. Mais c'est l'élevage qui est au début du XXe siècle l'activité agricole dominante, les prairies cultivées occupant 1 630 ha (contre 477 ha en 1813) « sans compter les ressources qu'offrent le pacage des landes et la culture des plantes racines ». D'abord l'élevage des bovins (3795 sont dénombrés en 1907, plus d'un par habitant), puis celui des chevaux (760 sont dénombrés en 1907), vendus jeunes, âgés de un ou deux ans aux foires de Landivisiau et de Pleyben ou aux foires locales. Par contre, les paysans « ont renoncé, depuis le lotissement de l'Arrée (1860-1870) à leurs petits moutons noirs, dont chaque ferme comptait autrefois plusieurs centaines ». Camille Vallaux note par ailleurs « l'extension des pommiers à cidre » et l'essor de la petite propriété rurale permise par l'appropriation individuelle des anciennes terres collectives.
Camille Vallaux note encore l'irruption de la modernité à Brasparts en ce début du XXe siècle : pour les transports, le char à bancs a remplacé l'ancienne charrette à bœufs ou les transports à dos de cheval ; « les vieux costumes bretons, pittoresques mais incommodes, ont disparu partout » ; les lits-clos sont abandonnés, des maisons neuves construites, l'usage du café, très peu répandu vingt ans plus tôt, universel.
La description d'un Noël à Brasparts faite par le baron de La Pylaie en 1843 a été publiée en 1848, elle illustre bien les difficultés des transports et les coutumes paysannes encore vivaces à l'époque. Selon le brigadier de gendarmerie, rapporte le baron De La Pylaie, « le pays est en arrière de deux siècles par rapport au reste de la France » ; le baron décrit les costumes bretons brodés alors encore portés et les particularités des cérémonies, en particulier la chapelle portative en forme de grotte richement décorée et placée près du chœur, la tradition du pain bénit, l'absence de bancs dans l'église qui conduit les fidèles à rester ou debout ou agenouillés, le bruit des sabots, les rites au cimetière voisin.

### Désenclavement et modernisation

#### Des mauvais chemins aux routes et au chemin de fer
En dépit des contraintes liées au relief, des pistes fréquentées ont toujours traversé l'Arrée. Trois pistes anciennes principales desservaient Brasparts, partant en éventail vers le nord : l'une, le Hent Tro Breiz, chemin traditionnel sinueux et véritable bourbier fréquemment, entre Quimper et Saint-Pol-de-Léon via Brasparts, passait par Château noir (Castel Du), la crête au-dessus de Stumenven et passait à l'ouest sur les flancs de la Motte de Cronon (actuel mont Saint-Michel de Brasparts), passant par les landes de Stumenven, Bodenna, Kernévez et Roudouderch (hameaux de la commune de Saint-Rivoal), se dirigeant ensuite vers le Léon. Le troisième chemin était celui allant de Brasparts à Landivisiau qui passait à la limite des terres du Squiriou, arrivait par Kergambou à Saint-Rivoal ; c'est désormais un sentier pédestre aux ravines profondes. Tous ces vieux itinéraires étaient faits « pour les charrettes à bœufs et pour les transports à dos de cheval, suivaient à peu près la ligne droite et montraient un mépris absolu des escarpements ».
Dans le sens est-ouest, les itinéraires étaient plus rares et sont demeurés longtemps très mauvais : le baron de La Pylaie, qui circule à cheval entre Pleyben et Brasparts à Noël 1843 écrit : « Il était six heures du soir, et je fus réduit à faire les trois lieues de trajet d'un bourg à l'autre sur le nouvel empierrement de la chaussée, parce qu'il gelait à trois ou quatre degrés, et que mon cheval avait failli de s'abattre plusieurs fois en glissant sur le sol glacé du reste de la route. Je traversai ainsi sans m'en douter, le hend Ahès, chemin d'Ahès, qui se rend de Ker-Ahès, en français Carhaix, au Bec-du-Raz (Pointe du Raz), vis-à-vis de l'île de Sein. Quoique favorisé pendant tout ce trajet par un magnifique clair de lune, je ne pus arriver qu'à neuf heures environ à Braspars, à cause des précautions qu'il m'avait fallu prendre continuellement ».
Au XVIIIe siècle, l'Arrée resta longtemps à l'écart du réseau de routes royales construit et entretenu par le système de la corvée. L'esprit frondeur des habitants de la montagne se manifestait là également : en 1721, les habitants de Brasparts refusèrent unanimement de contribuer à la réparation des grands chemins, des ponts et des chaussées.
Le désenclavement fut tardif : la grande route de Quimper à Morlaix, dont les travaux étaient déjà commencés en 1794 selon Jacques Cambry ne fut achevée, aux environs de Brasparts, qu'en 1843-1844, en même temps que celle reliant Brasparts au Faou ; la route entre Brasparts et Sizun via Saint-Rivoal et Saint-Cadou, ouverte par sections successives, ne fut achevée qu'en 1880 entre Saint-Rivoal et Saint-Cadou.
Brasparts fut, à partir de la création de la route moderne Morlaix-Quimper à la fin du XVIIIe siècle, un centre commercial animé. Vers 1900, on y comptait une cinquantaine de cafés-épiceries. C'était un « gros bourg » : en 1906, selon Camille Vallaux, 880 personnes habitaient le bourg même de Brasparts sur les 3 469 habitants de la commune recensés cette année-là.
Les progrès, en particulier en matière de transports, favorisent aussi l'émigration. Camille Vallaux le note en 1908 : « l'émigration temporaire ou définitive a enlevé beaucoup d'hommes à la Montagne (...) ; elle a commencé avec la construction de bonnes routes et avec celle des chemins de fer qui ont déterminé l'expatriation de tant de Bas bretons » et ce, bien que Brasparts n'ait pas été raccordé au rail au XIXe siècle.
Lors de la grande foire mensuelle, le marché aux cochons se tenait place Saint-Antoine, celui des chevaux route de Morlaix et la place des Halles accueillait les marchands de céréales, de légumes, d'œufs... Les halles furent construites vers 1890 et démolies en 1962.
Le désenclavement ferroviaire fut tardif et éphémère : dans le cadre des chemins de fer départementaux du Finistère, la ligne de chemin de fer à voie étroite reliant Plouescat à Rosporden via Brasparts gérée par les Chemins de fer armoricains, mise en service en 1912 seulement, ferma dès 1935 et même dès 1932 pour le trafic voyageurs. La construction de cette ligne traversant l'Arrée fut d'ailleurs très contestée : « le chemin de fer ne doit pas être créé pour les pays pauvres et peu fortunés, ces régions ne devant pas donner de trafic ». Le trafic escompté de la tourbe exploitée dans le Yeun Elez, entre Brasparts et Châteaulin, pour alimenter en énergie la poudrerie de Pont-de-Buis-lès-Quimerch, fut un argument important justifiant la création de la ligne.

#### Les écoles de Brasparts
En 1793, l'épouse de l'officier municipal Le Predour ouvre une école « pour enseigner à lire, à écrire et expliquer les droits de l'homme ».
Le Férec ouvrit une école privée à Brasparts probablement vers 1815, après en avoir ouvert une à Lopérec peut-être en 1799. Né à Plouezoc'h en 1769, il fut brièvement maire nommé de Brasparts en 1817 et décède en 1840 à Brasparts.

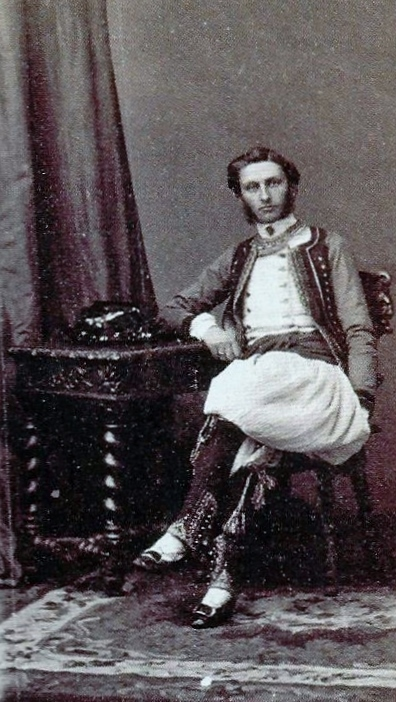
Portrait du vicomte René de Kerret, bienfaiteur de Brasparts.

Vers le milieu du XIXe siècle, l'ossuaire désaffecté servit d'école. Lazennec, né en 1831, fut directeur et longtemps unique instituteur (200 élèves environ pour une classe unique !) de l'école publique des garçons de Brasparts en 1857. L'arrivée d'un instituteur était à l'époque un événement dans une commune : il fut accompagné tout le long de son trajet entre Commana, son affectation précédente, et Brasparts par tout un convoi de charrettes et de chars-à-bancs conduits par des habitants des deux communes. Il fut secondé à partir de 1883 par un deuxième instituteur, jusque vers 1889, avant d'être ensuite élu maire de la commune. L'école de Brasparts, construite en 1865 en même temps que la mairie, était à l'époque très importante : on y venait de toutes les communes voisines (il y eut jusqu'à 130 élèves internes, mais logés chez l'habitant) car elle préparait au fameux certificat qui était le sésame de l'entrée dans la fonction publique. Décédé en 1895, son nom a été donné à l'école publique actuelle de Brasparts.

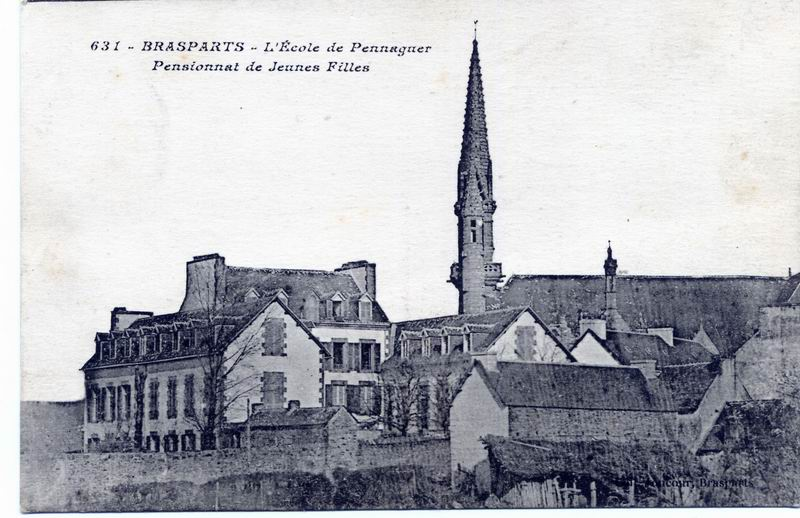
L'école de Pennaguer, pensionnat pour jeunes filles.

Une école de filles existait également, privée : dirigée par les sœurs de la Congrégation du Saint-Esprit, elle était appelée le « Couvent ». La construction du bâtiment actuel de l'école des filles, l'école de Pennaguer dénommée ensuite école privée Sainte-Thérèse, date de 1873. Cette ouverture fut favorisée par la générosité du vicomte René de Kerret, puis de son gendre, le comte de Bourbon-Parme. René de Kerret fut un bienfaiteur de Brasparts, aidant financièrement notamment à la création du couvent des Filles du Saint-Esprit en 1873, en faisant creuser un puits équipé d'une pompe sur la place des halles en 1890, offrant deux vitraux, le chemin de croix et le reliquaire de saint Jaoua à l'église paroissiale. Il s'intéressa aussi à l'archéologie, offrant à la Société archéologique du Finistère dont il est membre le terrain où se situe l'allée couverte Ti-ar-Boudiged à Brennilis, dont il dirige les fouilles en 1887, tout comme il avait dirigé celles du tumulus de Goarem Huella en Loqueffret l'année précédente.Une école privée de garçons (école Saint-Michel) est construite à son tour en 1879.
Une autre école publique de garçons est construite en 1908 qui devint ensuite le collège de Brasparts, qui possédait un internat. Le collège ferma aux alentours de 1980, faute d'un nombre suffisant d'élèves. Le bâtiment est actuellement désaffecté.
Le grand nombre d'écoles à Brasparts (deux écoles publiques, deux écoles privées) pendant longtemps s'explique à la fois par le grand nombre des enfants à scolariser fin XIXe-début XXe siècle, l'attractivité de ce « gros bourg » sur les communes voisines d'où provenaient bon nombre d'enfants scolarisés, le mécénat des familles Kerret et Bourbon qui finança les écoles privées. Cette dualité explique aussi l'opposition parfois vive à Brasparts tout au long du XIXe et XXe entre les deux camps politiques braspartiates qui reflétaient les clivages nationaux : « royalistes » contre « révolutionnaires », « blancs » contre « bleus », monarchistes contre républicains, « droite » contre « gauche », partisans de l'école privée contre défenseurs de l'école laïque, etc.

### Vers la modernité:XIXeetXXesiècles
En 1834, la commune de Brasparts est dotée d'une brigade de gendarmes à pied, qui devient une brigade à cheval en 1843, « cette contrée a besoin de la plus active surveillance comme étant le refuge de beaucoup de malfaiteurs dont (...) les crimes et les délits restaient souvent impunis ». Le premier médecin à s'être installé à Brasparts semble avoir été Jules Hermange, décédé à Brasparts en 1885.
Un syndicat agricole est créé en avril 1924. En 1925, la commune est scindée en deux, avec la création de la commune de Saint-Rivoal, perdant ainsi le Mont St Michel. Vers 1925, Brasparts fut le premier bourg de la région à s'éclairer à l'électricité grâce à une turbine fonctionnant à l'eau et alimentant la commune. L'invention fut ensuite vendue à la compagnie « Le Bon » avant l'apparition de l'EDF en 1946.
L'abbé Bourvon, né en 1848 à Argol, fut recteur de Brasparts de 1898 à 1937 et a beaucoup marqué l'histoire de la commune, obtenant l'agrandissement du cimetière, réparant les chapelles de Saint-Sébastien et Sainte-Barbe, dotant l'église de son chemin de croix, créant en septembre 1899 l'école privée Saint-Michel, confiée aux frères de Ploërmel, pour les garçons. Nommé chanoine en 1926, il mourut à Brasparts en 1940 même si ses ennuis de santé firent qu'il fut remplacé dès 1937 par l'abbé Le Roux comme recteur de Brasparts.

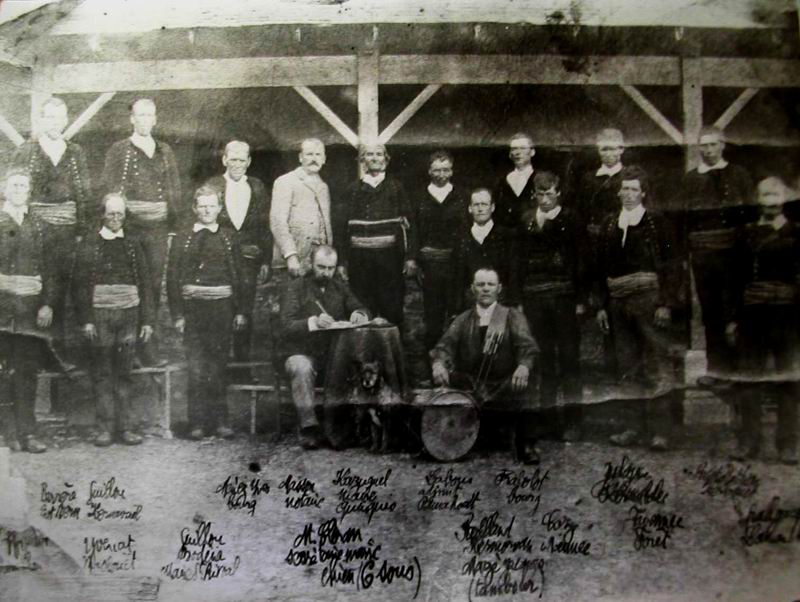
Les membres du conseil municipal de Brasparts entre 1895 et 1901.

En 1938, Brasparts se dote d'une équipe de pompiers à la suite d'un grand feu à Prat ar Bloc'h où tout, animaux compris, avait brûlé. Une moto-pompe manuelle est acquise. Mais ce n'est qu'en 1942 que l'équipe de pompiers fonctionne réellement. Le centre est reconnu comme Centre départemental de secours en 1975 pour les communes de Brasparts, Saint-Rivoal, Botmeur, Loqueffret, Lannédern, Lopérec, Le Cloître-Pleyben. Une chanson, Les pompiers de Brasparts, est connue dans la région.
Max Jacob a laissé cette évocation de Brasparts datée de la décennie 1930 :
« Brasparts, sur ta lande

 Brasparts sur ta montagne noire

 Il n'y a pas une maison autour du marais

 Et sur la route des monts d'Arrée

 La nuit, l'hiver, pas même de brigands

 Pas une voiture, pas un passant

 C'est l'heure des moines rouges ! »

#### Les querelles liées à la laïcité au début duXXesiècle
Brasparts connaît dans la première moitié du XXe siècle une vie politique assez agitée.
L'expulsion des sœurs en 1902 indigne une partie des habitants comme en témoigne la lettre suivante, adressée à l'épouse du président de la République Émile Loubet, parue dans L'Ouest-Éclair dont l'orthographe et le style ont été respectés :

« Ayant vu les choses terribles qui se sont passées à Brasparts à l'occasion de la chasse de nos bonnes Sœurs, et ayant perdu la liberté si désirée, je la réclame première pour vous Madame Loubet, parce qu'une femme vertueuse peut tout sur le cœur de son mari ; ayez donc la bonté de vous intéresser pour nous, pour que nous puissions avoir de nouveau nos Sœurs pour instruire nos enfants qui sont si chagrinés. Je suis mère de 9 enfants, et je vous assure que les Sœurs m'ont rendu grand service, elles ont soigné mes malades, elles ont pencés (sic) leurs plaies, elles ont veillé avec moi, elles ont faites de même avec les autres familles, et cela nous a fait beaucoup de peine de les voir traité de la sorte pour récompense de leurs bonnes œuvres, car vous ne pouvez comprendre combien les habitants de Brasparts étaient en fureur lors qu'ils ont vus 25 gendarmes et 90 soldats pour chassé 5 Sœurs de leur communauté et, grâce à M. le comte de Bourbon, M. Miossec et M. Chamaillard qui étaient là pour nous calmer, autrement nous n'aurions jamais cédé, nous aurions versé plus tot notre sang. Aussi je compte sur votre bonté et ne refusez pas à une mère de famille qui a recours à vous. »

En 1906 la querelle des inventaires engendre de vives tensions : l'agent des domaines et le commissaire chargés de procéder à l'inventaire des biens de l'église doivent, sous les huées d'environ 500 personnes rassemblées, crocheter la porte de l'église ; quelques échauffourées ont lieu et quatre braspartiates (Grégoire Péach, de Kermerrien, Guillon de Quillien, Mme Cavellat et son fils, de Pleyben) sont arrêtés, puis furent condamnés à de peines d'amende. Entre les deux guerres mondiales, les oppositions sont vives entre les deux camps politiques "blancs" (cléricaux) et "rouges" (anticléricaux), comme en témoignent de nombreux articles parus dans la presse de l'époque".

#### La Première Guerre mondiale
Dès septembre 1914, des réfugiés venus pour beaucoup de l'Oise, notamment de la région de Verberie arrivèrent en gare de Brasparts.
Pendant la Première Guerre mondiale, le 14e régiment d'infanterie territoriale, habituellement basé à Abbeville (Somme), combattit durement les Allemands en Artois puis en Belgique (à Nieuport) de septembre à novembre 1914. Reconstitué, il vint s'entraîner en Bretagne, et s'installa à Brasparts, logeant en particulier dans deux des écoles de la commune, les soldats se rendant dans le marais du Yeun Elez pour effectuer des exercices de tir. Il combattit ensuite en Belgique à partir de novembre 1915, puis dans la Somme et de nouveau en Belgique (région de Cassel). Le 14e R.I.T. fut dissous dès le 5 décembre 1918.

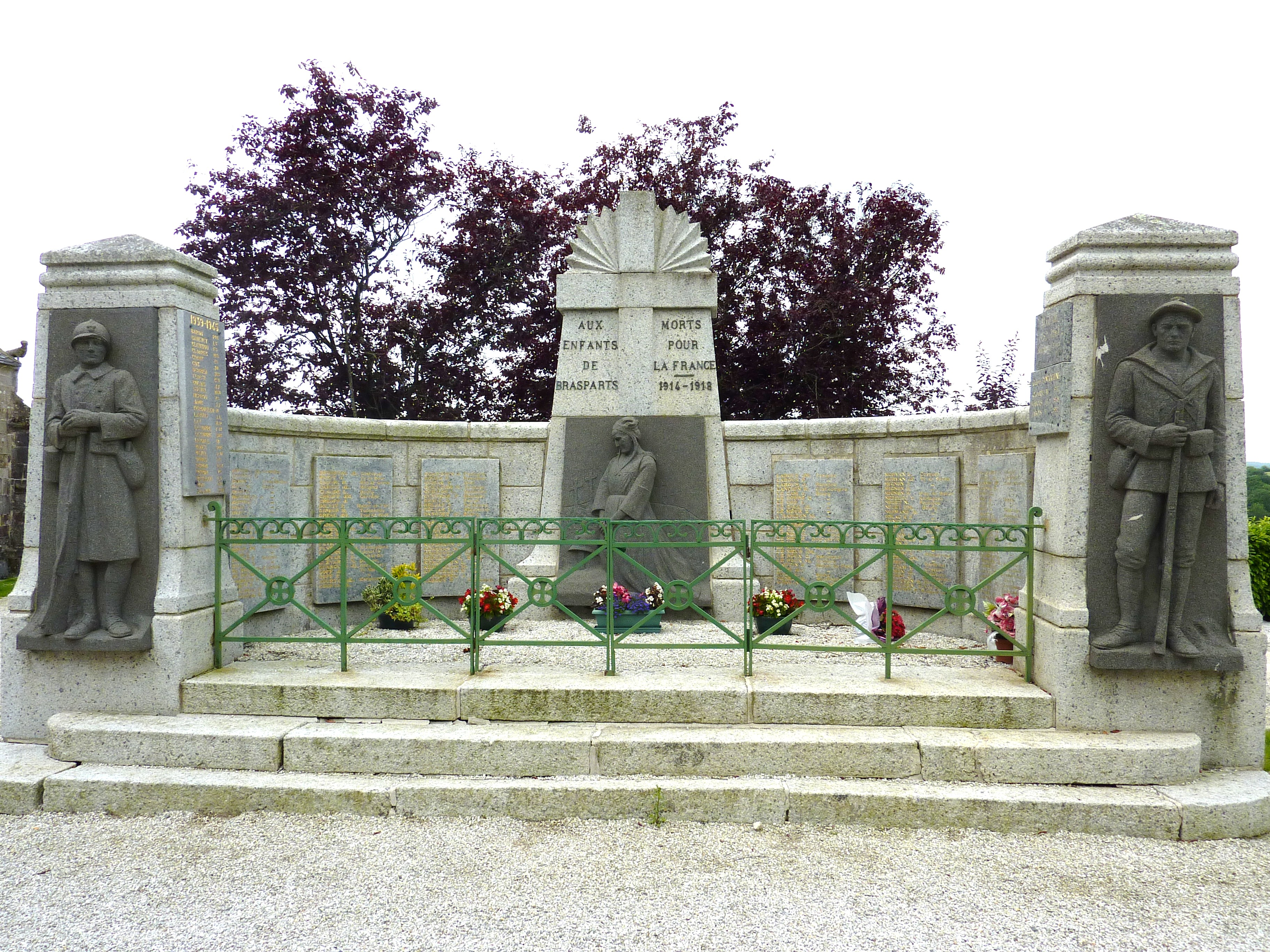
Le monument aux morts de Brasparts.

Pendant la grande guerre (1914-1918), il y a eu chaque année, au mont Saint-Michel de Brasparts, des pèlerinages de pénitence et des journées de prières : les fidèles s'y rendant en procession de l'église paroissiale au sommet du Mont (de même au retour dans l'autre sens), tous très suivis, furent organisés à la chapelle du Mont Saint-Michel de Brasparts pour implorer la protection de l'archange saint Michel, par exemple le 29 septembre 1916 pour clore une neuvaine de prières, en mai 1917: "La procession partit de Brasparts à 8 h. ½. Pendant le trajet on récita le rosaire, on chanta les litanies des saints et le cantique à saint Michel : « Euz ho trôn saret huet, var lein Menez Are, … » « De votre trône élevé sur le faîte des Monts d'Arrée, … ». En route le pieux cortège alla toujours grossissant. Vers 10 heures on arrivait au pied de la montagne" ou encore le 29 septembre 1917. Un grand pardon d'"Action de Grâces" fut également organisé le 11 mai 1919. Cette année-là, l'accès au Mont "est déjà rendu plus facile grâce à une nouvelle et large route sur le point d'être terminée". Ces pèlerinages ne concernent pas seulement les fidèles braspartiates, mais aussi ceux des paroisses avoisinantes: "A 10 h ½, la procession de Brasparts arrivait à la chapelle où se trouvaient déjà de nombreux pèlerins venus avec leurs pasteurs, de toutes les paroisses des environs : de Saint-Rivoal et de Saint-Cadou, de Lannédern, de Botmeur, de Brennilis, de La Feuillée, de Commana, de Saint-Sauveur, etc. " écrit "Le Courrier du Finistère" en octobre 1917.
84 enfants de Brasparts sont morts pour la France (sur un total de 322 mobilisés) pendant la Première Guerre mondiale, soit plus d'un décès pour 4 mobilisés ! Au total, ce sont 220 hommes natifs ou ayant vécu à Brasparts qui périrent pendant la Grande Guerre. Jean Omnès, marin représenté sur le monument aux morts de Brasparts inauguré en septembre 1923, est disparu en mer au large de Sainte-Marie de Leuca (Italie) lors du torpillage du croiseur cuirassé Léon Gambetta par le sous-marin autrichien U5 le 25 avril 1915. La femme représentée sur le monument aux morts est la mère du premier Braspartiate tué au front. Le monument aux morts, « dû au crayon sûr de M. Chaussepied, à l'habile ciseau de M. Donnart, et à l'exécution de M. Le Rumeur, le tout se présente en hémicycle » fut inauguré en septembre 1923.
Parmi les autres braspartiates morts pour la France pendant la Première Guerre mondiale, on relève les noms de deux petits-fils de René de Kerret, Marie-Robert-Philippe et Marie-Louis Henri de Bourbon-Lignières, tous deux décorés de la Médaille militaire et de la Croix de guerre, de même que Jean Goasguen ; Louis Guillou reçut la Légion d'honneur.

#### L'Entre-deux-guerres
Des jeunes paysans finistériens, notamment 8 familles de Brasparts, émigrent pendant la décennie 1920 en direction du Périgord et du sud-ouest de la France ; certains s'installèrent dans le Périgord, notamment dans le canton de Seyches et dans la région de Monflanquin.

#### La Seconde Guerre mondiale
La famille Perper, des juifs venus de Bessarabie, province russe puis roumaine, immigrés en France depuis 1927 (le mari) et 1927 (l'épouse), respectivement médecin et pharmacienne, s'installent à Brasparts de 1935 à 1940, avant de déménager à Pleyben, puis à partir de 1942 à Plounéour-Ménez. De là, ils seront, ainsi que leurs trois enfants, déportés et gazés au camp de Sobibor.
Brasparts fut le théâtre d'un épisode sanglant en août 1944 lors des combats de la Libération en Bretagne : des parachutistes allemands cherchent à freiner l'avancée des troupes américaines en direction de Brest, entre autres dans les Monts d'Arrée et la Montagne Noire, et sont sous le feu de la Résistance. Des combats ont lieu dans la région d'Huelgoat ainsi qu'au Nivot, entre Brasparts et Lopérec. De nombreux prisonniers allemands ont été regroupés à Brasparts dans les deux écoles, publique et privée, de la commune.
Le 16 août 1944 au matin, le lendemain du grand pardon de la paroisse, une compagnie parachutiste allemande commandée par le lieutenant Lepkowski et venant de Brest fait irruption par surprise dans le bourg de Brasparts vers sept heures du matin, surprenant les 3 FFI préposés à la garde des 144 prisonniers allemands et la population : la méprise est totale (les Allemands ont déguisé leur convoi, s'étant équipés de drapeaux français et de deux half-tracks pris aux Américains), beaucoup croyant à l'arrivée des troupes américaines... Les Allemands réussissent leur coup de main audacieux, libérant les prisonniers, capturant 21 FFI, emmenant de plus deux personnes en otage, après en avoir tué trois pendant les combats ainsi qu'une habitante du bourg.
Le retour de la colonne allemande à Brest ne se fit pas sans combats où plusieurs résistants perdirent la vie, notamment à Le Tréhou (6 morts) et à Irvillac (16 morts).
Le maquis de Brasparts prit une part active aux combats de la Libération et perdit 16 des siens dans des combats à Bodriec, au Nivot, à Brasparts, à Sizun... Parmi eux, plusieurs étaient braspartiates : François Cleuziou, Pierre Baron, Georges Salaün, Gabriel Floc'h, Henri Le Gall.
Des résistants de Brasparts ont pris part aux combats de la Seconde Guerre mondiale : Noël Créau, né le 23 mars 1922 à Brasparts, s'engagea aux côtes du colonel Rémy dès novembre 1940, partit via l'Espagne en Afrique du Nord puis en Grande-Bretagne ; membre des SAS, il fut parachuté en France en 1944 et participa aux combats de la Libération,.

#### Depuis la Seconde Guerre mondiale

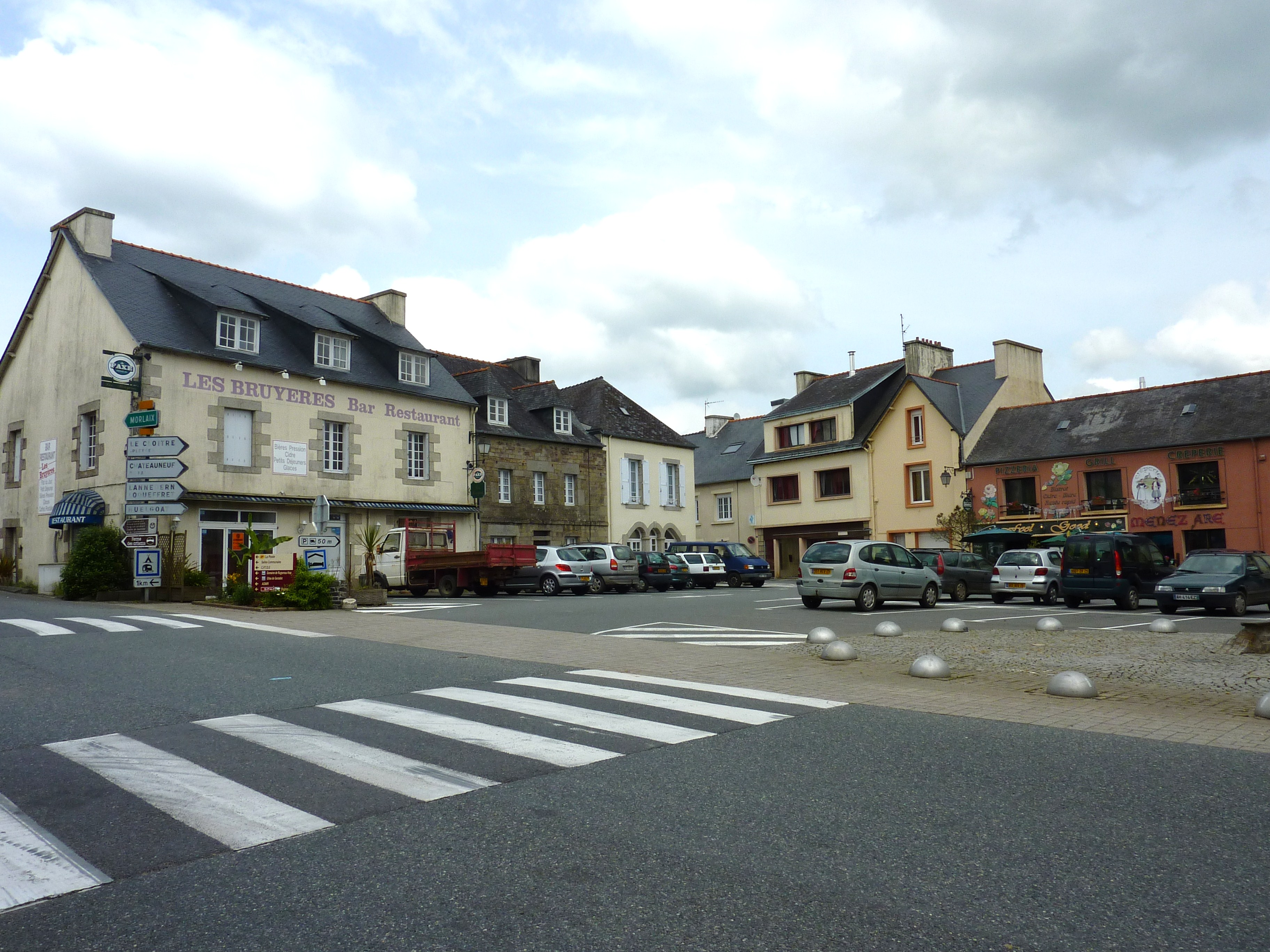
La place des Halles (ces dernières ont disparu).

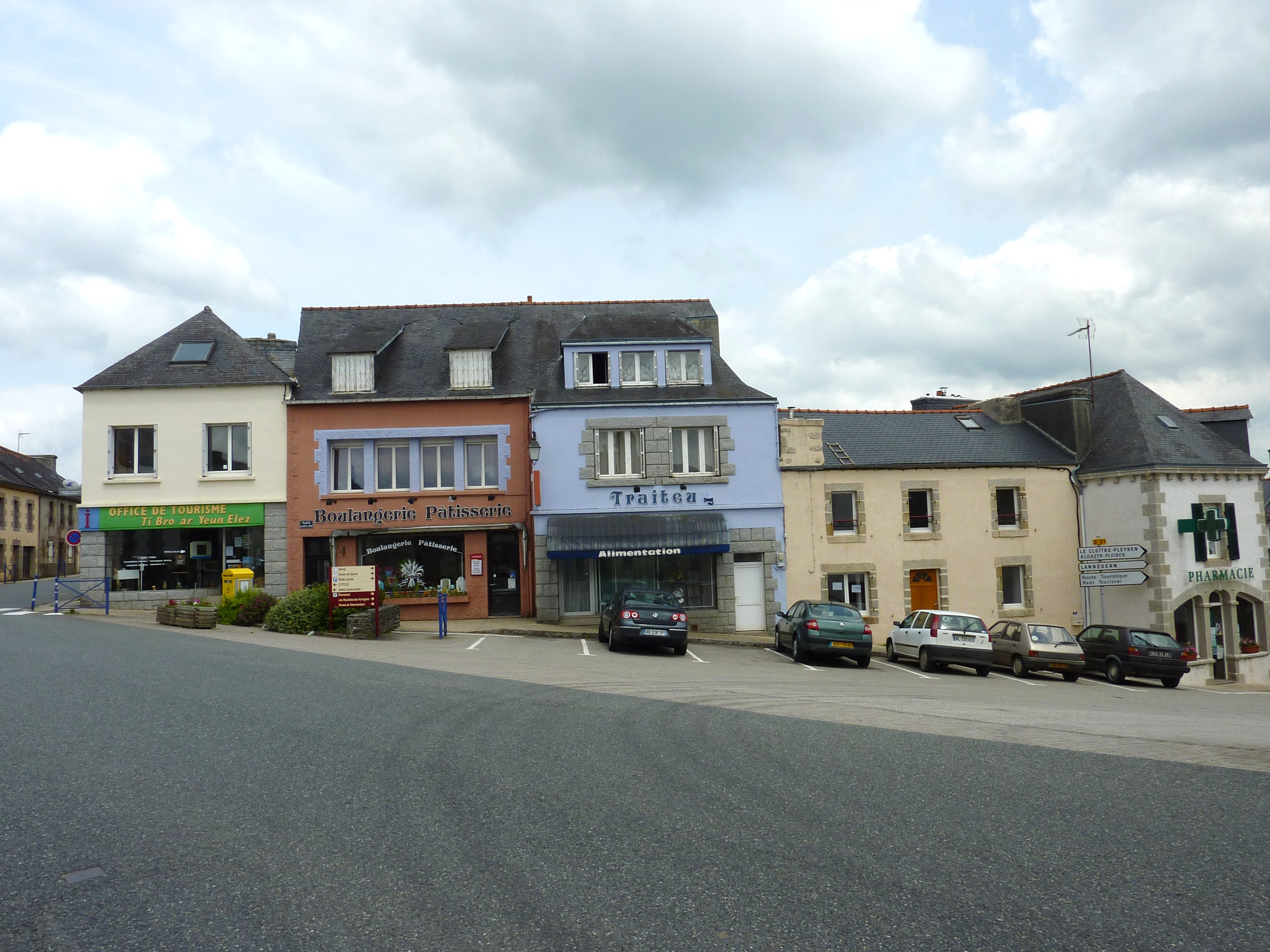
Commerces, place des Monts-d'Arrée.

L'ancienne chapelle Sainte-Barbe, reconstruite au XVIIe siècle, fut démolie en 1945, son pignon menaçant de s'effondrer, malgré l'opposition de François Joncour.
Des activités agricoles subsistent : Le maire actuel a déclaré : « L'agriculture à Brasparts, c'est de la production de lait, de viande. Peu de cochons. Cependant, faisant partie du canton de Pleyben, la commune est officiellement déclarée en zone d'excédent structurel. C'est un comble ! (…) Il y a sûrement plus de sangliers que de cochons ! »
Récemment, Brasparts subit les conséquences de la raréfaction en milieu rural : fermetures du collège et de la gendarmerie par exemple, suppression de nombreux commerces…

### LeXXIesiècle
L'école privée Sainte-Thérèse fermé en 2021 en raison du nombre trop faible d'élèves (28 élèves). Elle était ouverte depuis 1873, créée par les Filles du Saint-Esprit.

## Politique et administration

### Politique de développement durable
La commune a engagé une politique de développement durable en lançant une démarche d'Agenda 21.

### Héraldique
| Blason de Brasparts | Blason de Brasparts. De sinople à une tête de cheval arrachée d'argent, au chef denché de trois pièces du même (déposé en préfecture le 24 août 1977). |

## Démographie
Selon Jean-Baptiste Ogée, vers 1780, on compte dans la paroisse de Brasparts, y compris la trève de Saint-Rivoal, 2600 communiants.
La commune cède le hameau de Botcador à Botmeur en 1854 et Saint-Rivoal fait scission en 1925 devenant une commune indépendante, ce qui perturbe la signification des statistiques ci-après :
| 1793  | 1800  | 1806  | 1821  | 1831  | 1836  | 1841  | 1846  | 1851  |
| ----- | ----- | ----- | ----- | ----- | ----- | ----- | ----- | ----- |
| 2 323 | 2 306 | 2 504 | 2 441 | 2 640 | 2 802 | 2 863 | 2 921 | 3 029 |

| 1856  | 1861  | 1866  | 1872  | 1876  | 1881  | 1886  | 1891  | 1896  |
| ----- | ----- | ----- | ----- | ----- | ----- | ----- | ----- | ----- |
| 2 757 | 2 917 | 2 958 | 2 984 | 3 016 | 3 097 | 2 918 | 3 137 | 3 418 |

| 1901  | 1906  | 1911  | 1921  | 1926  | 1931  | 1936  | 1946  | 1954  |
| ----- | ----- | ----- | ----- | ----- | ----- | ----- | ----- | ----- |
| 3 528 | 3 469 | 3 518 | 3 382 | 2 505 | 2 287 | 2 066 | 2 102 | 1 831 |

| 1962  | 1968  | 1975  | 1982  | 1990  | 1999  | 2006  | 2007  | 2012  |
| ----- | ----- | ----- | ----- | ----- | ----- | ----- | ----- | ----- |
| 1 591 | 1 469 | 1 189 | 1 115 | 1 003 | 1 013 | 1 026 | 1 028 | 1 032 |

| 2017  | 2022  | - | - | - | - | - | - | - |
| ----- | ----- | - | - | - | - | - | - | - |
| 1 024 | 1 055 | - | - | - | - | - | - | - |

Commentaire : L'analyse de l'évolution démographique de la commune est perturbée par les modifications territoriales survenues : par exemple la diminution démographique survenue apparemment en 1856 par rapport à 1851 est due à la cession du gros village de Botcador à la commune de Botmeur et celle survenue apparemment en 1926 par rapport à 1921 à la création de la commune de Saint-Rivoal qui a 576 habitants en 1926.
Brasparts atteint son maximum démographique en 1901 avec 3 528 habitants, gagnant plus de 1 200 habitants (+ 51,8 %) tout au long du XIXe siècle, en un peu plus de 100 ans, malgré la perte de Botcador. Par contre, après une évolution en dents de scie de 1901 à 1921, le déclin démographique est constant pendant les trois derniers quarts du XXe siècle : de 1926 à 1990, à territoire constant donc, la commune perd 1 502 habitants en 64 ans (-60 %). Le déclin démographique paraît encore plus important si l'on ajoute la population de Saint-Rivoal à celle de Brasparts : la population additionnée des deux localités passe de 3 528 habitants en 1901 à 1 175 en 1990 (à cette date, Saint-Rivoal a 172 habitants), soit une baisse de 2 353 habitants en 89 ans, soit - 66,7 %.
La population de Brasparts progresse toutefois très lentement depuis 20 ans, passant de 1 003 habitants en 1990 à 1 026 en 2006, mais le solde naturel reste négatif et le vieillissement de la population important. En 10 ans, de 1998 à 2007 inclus, Brasparts a enregistré 131 naissances pour 159 décès. La densité de population est de 22 habitants au km²

## Jumelages
Ilsington (Royaume-Uni)

## Personnalités

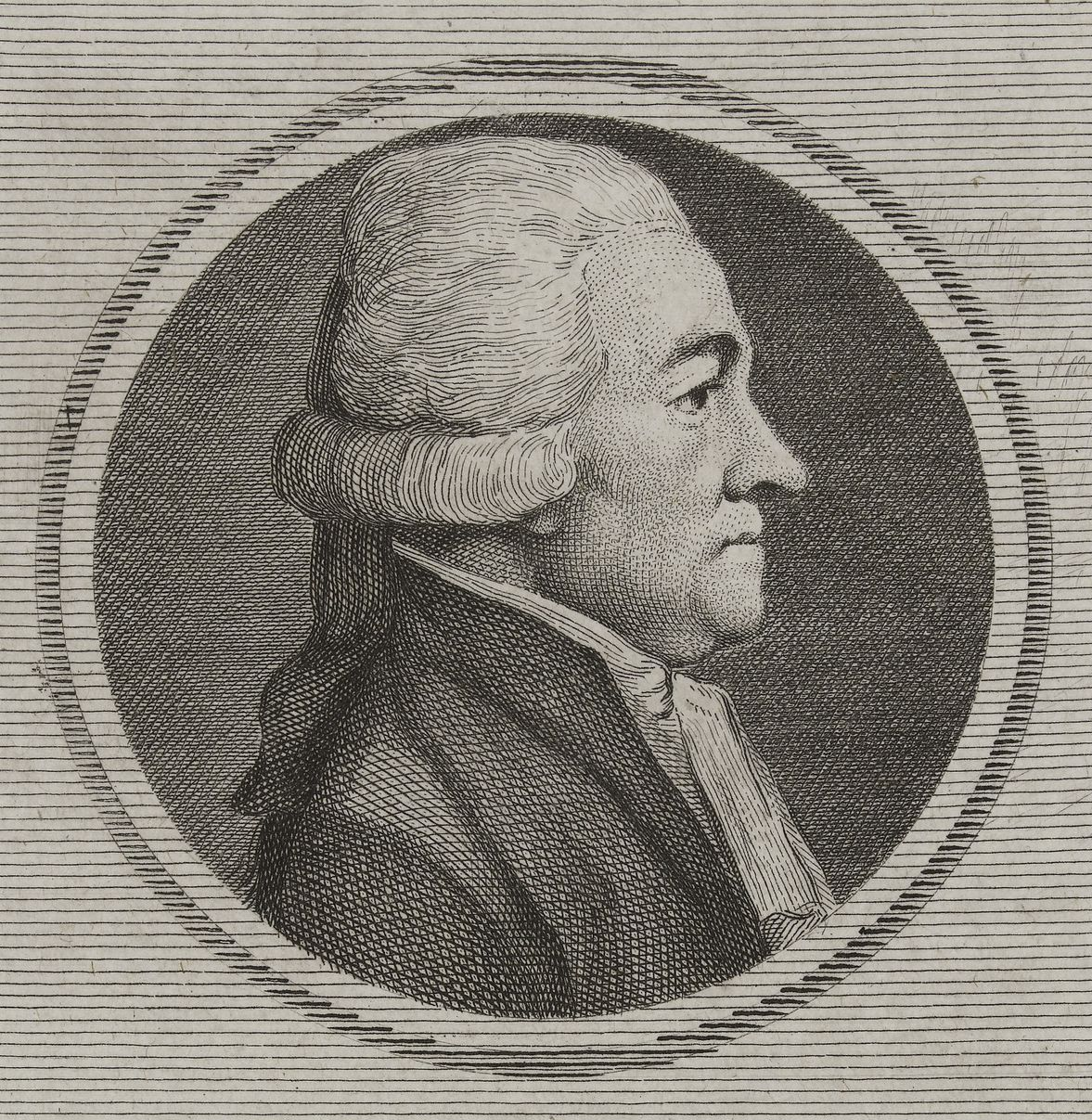
Jean Marie Le Golias de Rosgrand, député du tiers état aux États généraux, originaire de Brasparts.

- Pierre Tourmel, originaire probablement du village de Benniel en Brasparts, disciple du célèbre prédicateur Julien Maunoir, nommé recteur de Guitelmezeau (Ploudalmézeau), surnommé le « Cicéron breton », prêcha des missions, par exemple une au Faou dans les dernières années du XVIIe siècle et décéda le 15 octobre 1707 à Ploudamézeau et son corps, inhumé un temps dans le cimetière, fut transféré dans la chapelle du Rosaire de l'église de cette paroisse ; la dévotion pour ce prêtre considéré comme un saint, fut importante et les mères faisaient marcher sur son enfeu les enfants qui ne marchaient pas[105].
- Jean-Marie Le Golias de Rosgrand, né à Botquest en Brasparts le 17 novembre 1738, descendant d'une dynastie de notaires royaux installés à Brasparts depuis le début du XVIIe siècle, avocat résidant à Châteaulin, marié à Anne Renée de Cosmao le 25 novembre 1765 à Châteaulin, notaire royal à Brasparts à partir de 1782 et sénéchal en 1784[106], fut élu représentant aux États généraux pour la sénéchaussée de Carhaix-Huelgoat et devint donc député de l'Assemblée constituante. Ensuite, il devint juge du district de Châteaulin en 1791, puis administrateur du même district en décembre 1792, se montrant modéré à l'époque de la Terreur. En 1794, il est élu maire de Châteaulin. Le 22 germinal an VIII, il est nommé par le Premier Consul sous-préfet de Châteaulin mais il décéda dans cette même ville le 29 frimaire an IX (20 novembre 1800)[107]. Il eut 16 enfants.
- Frédéric Le Guyader, né le 14 mars 1847 au bourg de Brasparts, décédé le 24 novembre 1926 à Kerfeunteun. Son père était notaire à Brasparts, il fit ses études au collège de Quimper puis les poursuivit à la faculté de droit de Rennes. Parallèlement à une carrière administrative dans les contributions indirectes à Douarnenez, Saint-Brieuc et Pontrieux, il écrit (au début sous le pseudonyme de Frédéric Fontenelle) des pièces de théâtre, des contes, des récits, des poèmes (dont La reine Anne en 1888, L'ère Bretonne en 1896 (couronnée par l'Académie Française), La chanson du cidre en 1901), collabore à de nombreuses revues (Le clocher breton, L'Hermine,...) et à des journaux (La Dépêche de Brest). En 1902, alors qu'il s'est retiré à Kerfeunteun, il est nommé conservateur de la bibliothèque et des archives municipales de Quimper. Une stèle due au sculpteur Quillivic a été érigée dans le cimetière de Kerfeunteun (commune désormais rattachée à Quimper) en septembre 1927.
- Maurice Le Scouëzec (1881-1940) est un peintre qui s'est tenu constamment à l'abri des chemins reconnus[108]. Sa vie a été racontée par son fils Gwenc'hlan Le Scouëzec[109].
- Gwenc'hlan Le Scouëzec, né le 11 décembre 1929 à Plouescat, est décédé le 6 février 2008 à Brasparts. Après avoir passé une bonne partie de son enfance à Madagascar, il fit des études d'histoire à la Sorbonne et fut officier de la légion étrangère en Algérie entre 1951 et 1953, professeur de français en Crête, puis d'histoire-géographie à Versailles, il devient médecin allergologue, puis psychothérapeute et sophrologue à Quimper. Écrivain en langues bretonne et française, il a publié entre autres Histoire du Mouvement breton dans la collection Que sais-je ? en 1971 et le Guide de la Bretagne mystérieuse[110] en 1966. Il est élu Grand Druide de Bretagne en 1980[111].
- Jean-Pierre Nicolas, ethnopharmacologue, fondateur et président de Jardins du monde.
- Frédéric Mazé, écrivain, journaliste, auteur des Sales dessous de Dame Justice avec Laurent Lèguevaque ex juge d'instruction, du roman Le ver est dans le fruit, Atelier de presse, 2007, et de Sous France avec Dahina Le Guennan ex-victime de Fourniret, Villèle éditions, 2008.
- Michel Kerguélen (1928-1999) est un botaniste français dont la famille est originaire de Brasparts. Travaillant à l'INRA (Institut national de la recherche agronomique), il a créé l'index synonymique de la flore de France[112] et devient l'un des principaux spécialistes des graminées.
- François Joncour (né le 3 décembre 1871 à Brasparts, décédé le 26 janvier 1946 à Brasparts), bijoutier à Brasparts, photographe célèbre, éditeur de cartes postales.
- (Jean CARIOU) capitaine au long cour, Commandant du Paquebot "LE BRAZZA" de la compagnie des chargeurs réunis, sur la ligne BORDEAUX DAKAR.

## Légendes

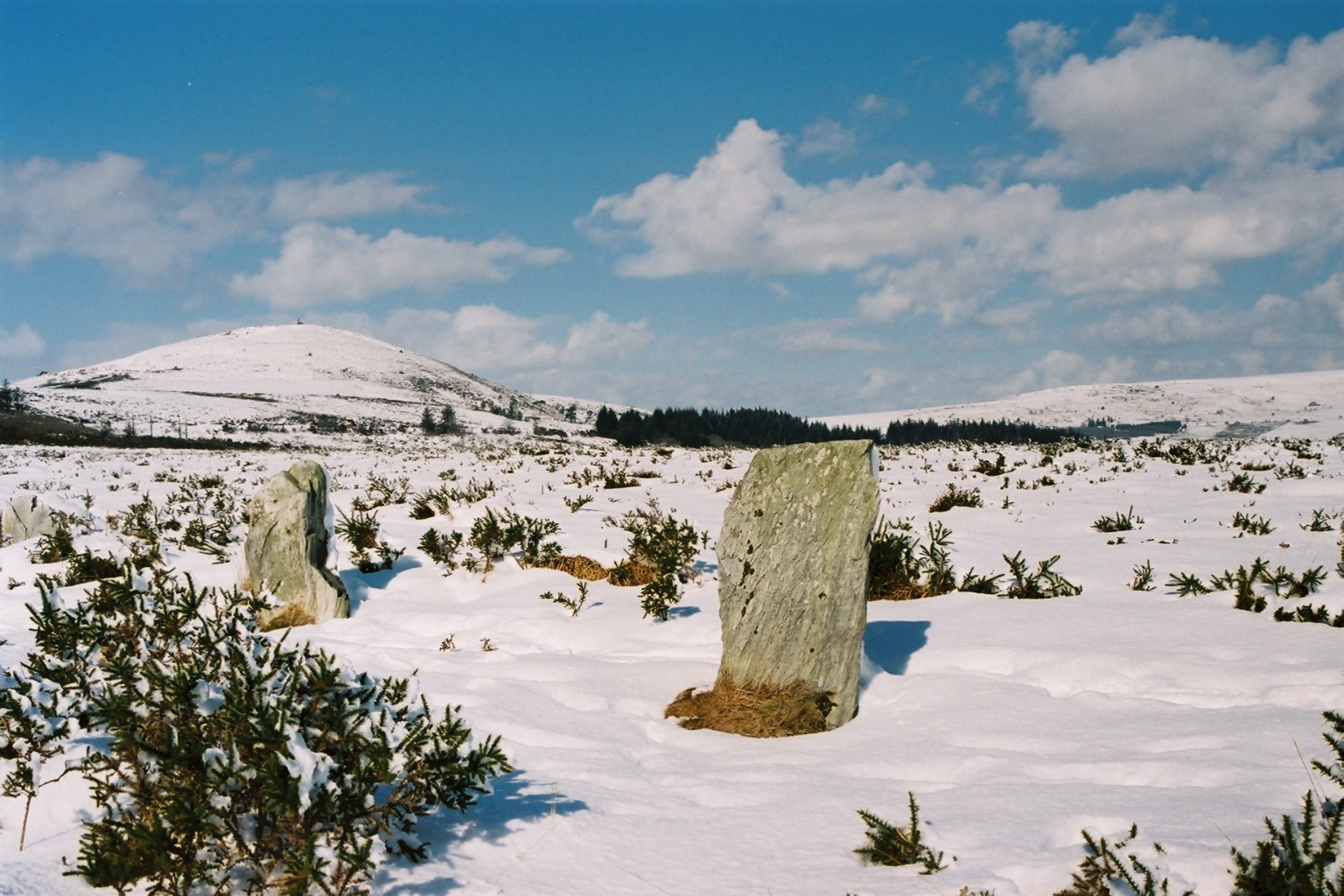
La « Noce de Pierre » sous la neige, et, à l'arrière-plan, le mont Saint-Michel-de-Brasparts.

- La « Noce de pierre » (Eured Ven) : au pied du Mont-Saint-Michel de Brasparts, un alignement mégalithique long de 300 m environ comportant 88 petits menhirs orientés est-ouest et une dizaine de menhirs selon des orientations sécantes, porte ce nom[113] ; la légende veut en effet qu'une noce paysanne, possédée par le démon de la danse, ait refusé de laisser le passage au recteur de Brasparts qui allait porter l'extrême-onction à l'un de ses paroissiens mourant. Le prêtre ainsi que l'enfant de chœur qui l'accompagnait ont dû marcher à travers les landes et broussailles pour accomplir leur mission. Quant aux noceurs, ils ont été punis pour leur méchante attitude : à la dernière note de la dernière danse, ils ont été changés en statues de pierres. La légende de cette impiété qui serait la cause d'une pétrification instantanée. les menhirs sont constitués de grès armoricain datant de l'Ordovicien et l'emplacement est à la limite de deux bassins versants, celui de l'Éllez au nord et celui de la Douffine au sud.
- Le Yeun Elez était considéré, avec son « Trou du Youdig » comme une des portes des enfers[114].
- « Le cheval égaré du Menez Mikel »[115]. Cette légende a été transcrite par Léontine Drapier-Cadec[116].
- « Le serpent de Bodkest », transcrite par le baron De La Pylaie en 1843, est consultable sur un site Internet[117].
- " Ronan Ar Maout ": Figure centrale dans la tradition orale bas bretonne. Personnage généralement facétieux dont les aventures empruntent aussi bien aux codes du conte poétique qu'à ceux du roman picaresque. Précurseur du développement de l'ethnopharmacologie en pays d'Arrée.

## Évènements

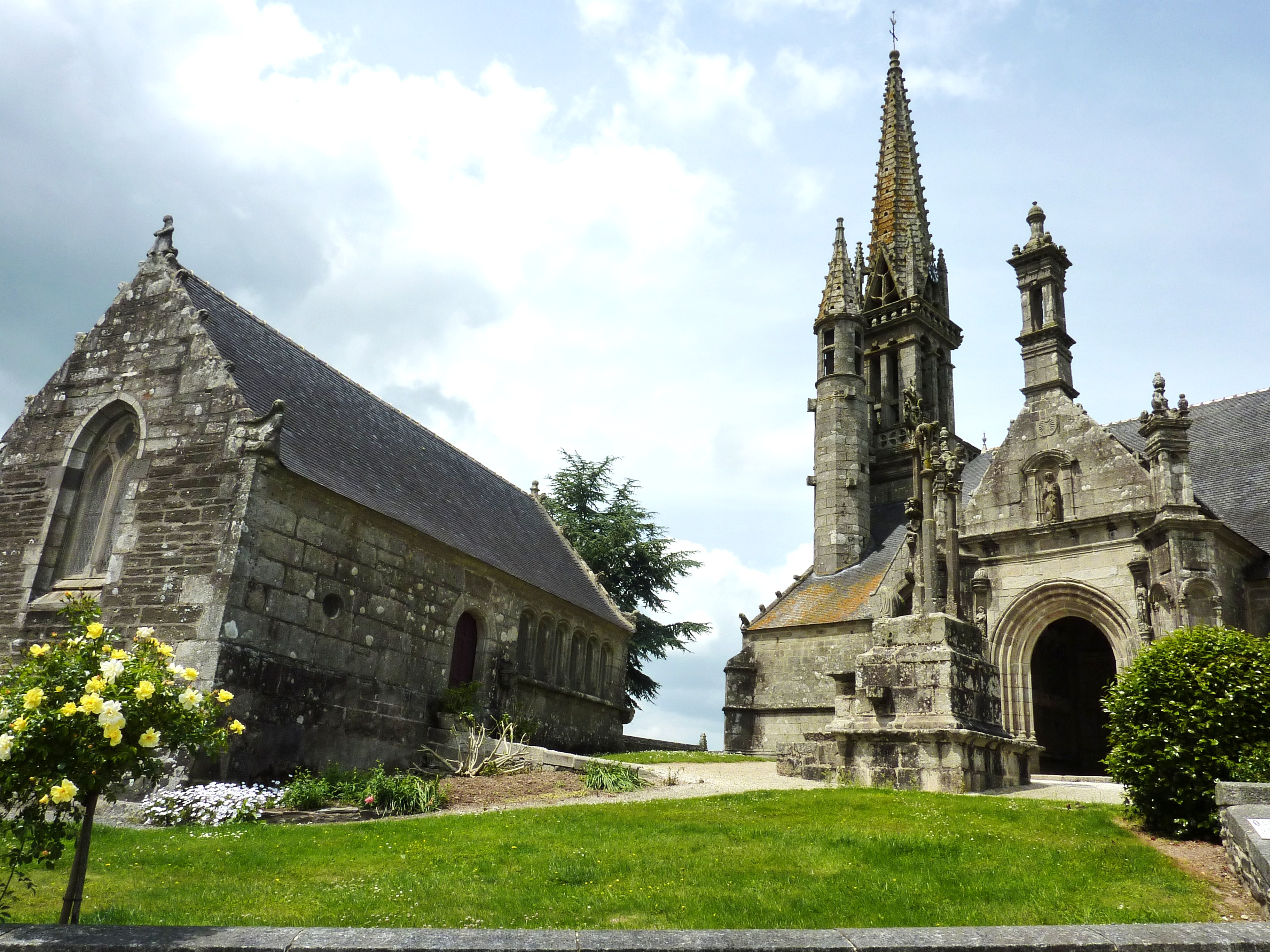
L'enclos paroissial du XVIe siècle : église, ossuaire, calvaire.

- Festival de la Marmite à la ferme musicale de Gwernandour (1re quinzaine d'avril).
- Festival aux portes de l'enfer à la ferme musicale de Gwernandour (2e quinzaine de mai).
- Course pédestre du Mont Saint-Michel de Brasparts (1re quinzaine d'août).
- Fêtes patronales le 15 août.
- Pardon de Saint-Sébastien, le dernier dimanche d'août.
- Fête de la Pomme, du Miel et des Champignons (2e week-end d'octobre).

## Lieux et monuments

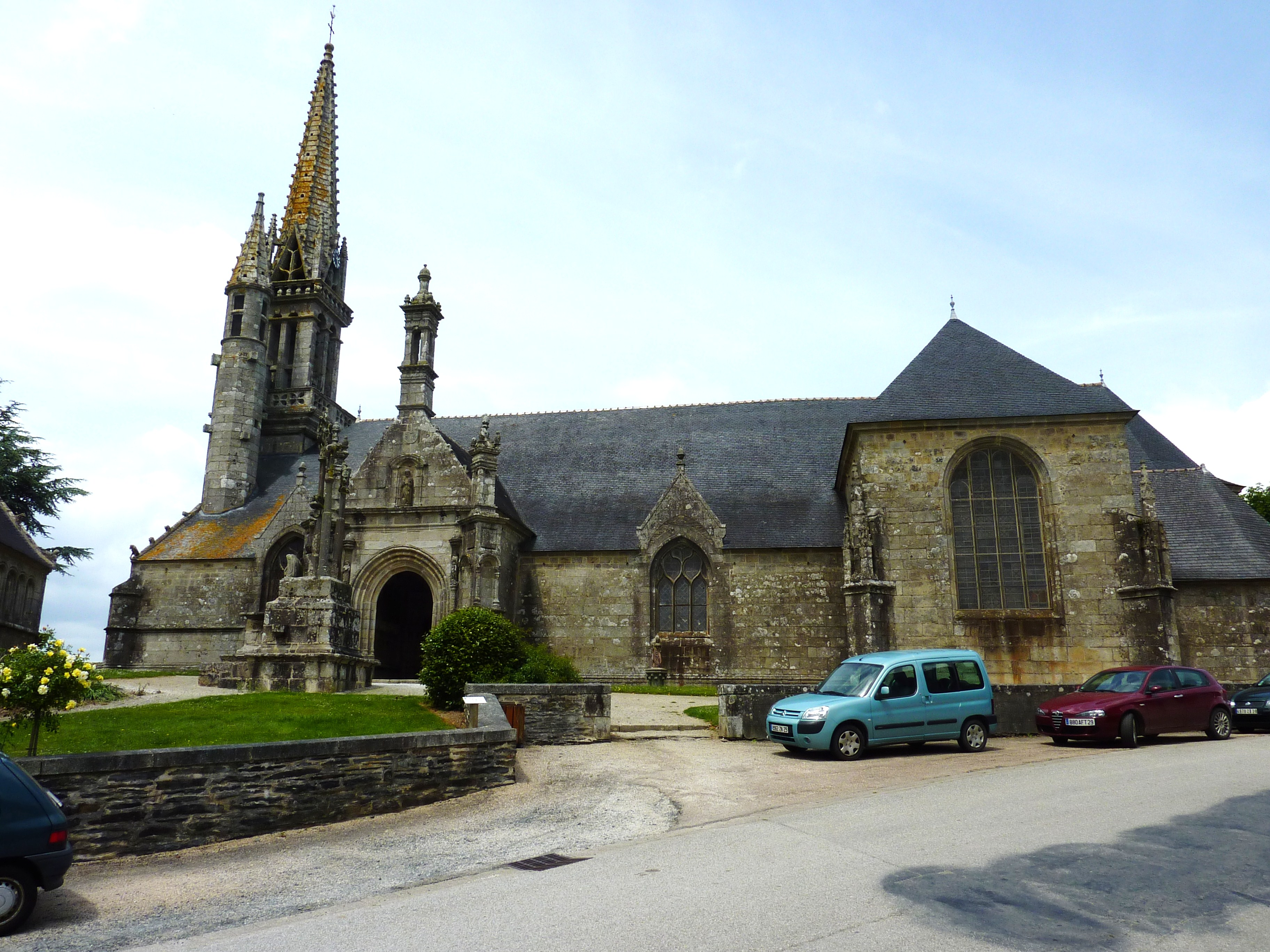
L'église Notre-Dame-et-Saint-Tugen.

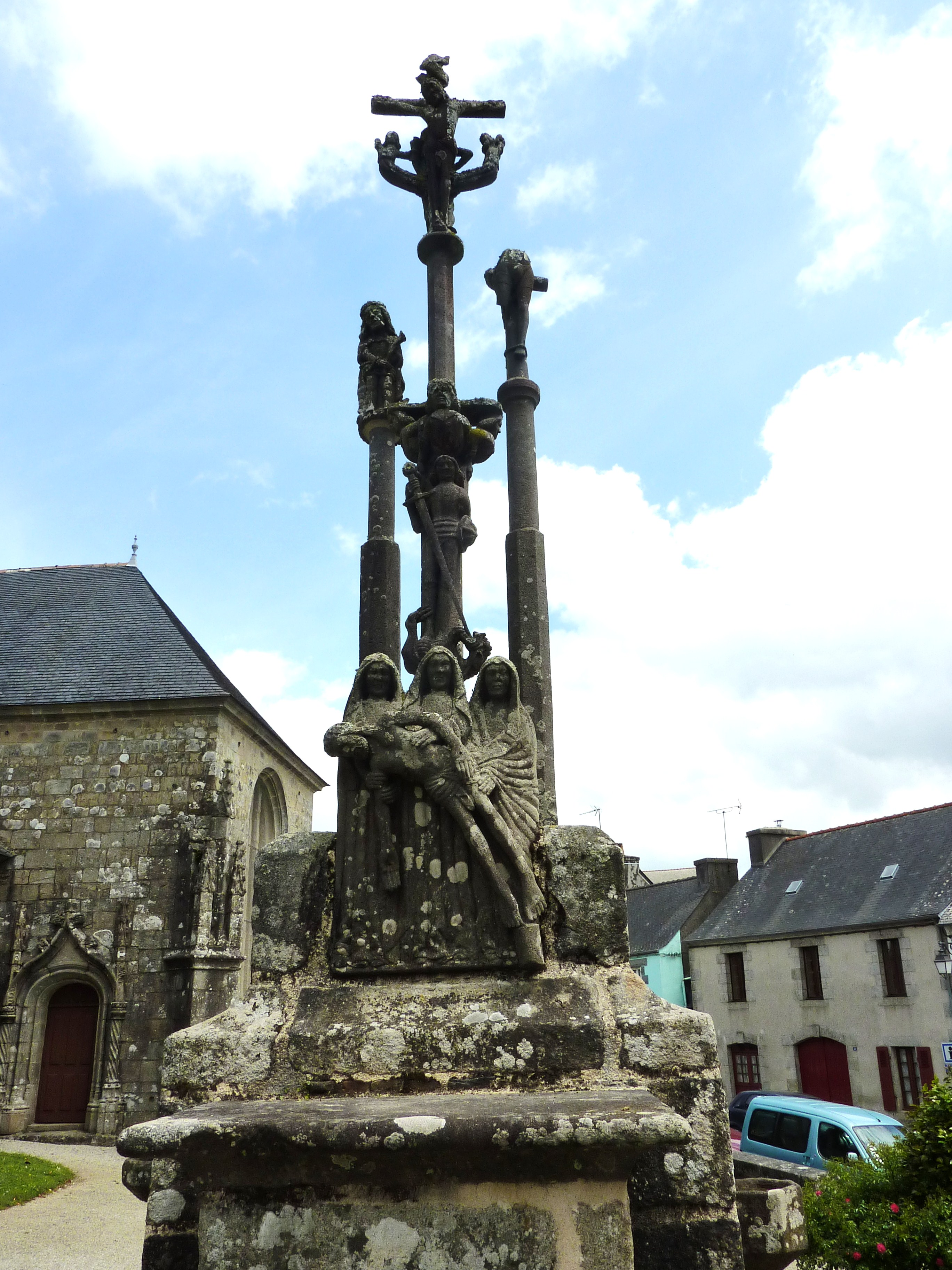
Calvaire en granite du XVIe siècle.

- L' enclos paroissial[118] du début du XVIe siècle, comporte l'église Notre-Dame-et-Saint-Tugen de Brasparts, un calvaire, un ossuaire et une statue. Le calvaire en granite date du début du XVIe siècle avec statues de la Vierge, de deux saintes femmes (« pietà »), de saint Michel en armure terrassant le dragon, d'anges et du Christ. L'ossuaire date aussi du XVIe siècle et est connu pour sa statue de l'Ankou tenant un javelot avec l'inscription « Je vous tue tous ». De l'autre côté de l'ossuaire, une statue représente la Résurrection avec l'inscription « Réveillez-vous ».

- Chapelle Saint-Sébastien, située à 4 km sur la route du Faou. En granite et schiste, elle date de 1660. On attribuait à saint Sébastien le pouvoir d'arrêter les épidémies de peste et, au XIXe siècle encore, on y récitait des neuvaines pour que les malades soient rapidement guéris. En forme de croix latine, elle est de style Beaumanoir. Elle a été restaurée dans la décennie 1970.
- Neuf croix et calvaires sont disséminés sur le territoire communal : église, cimetière, chapelle Saint-Sébastien, Croix-Jacob, Le Doulven-Bihan, Le Moennec, Le Quinquis, Roc'h Cléguer (menhir naguère remployé comme support de croix de carrefour : la croix a été retirée depuis), Ty-ar-Moal[119].

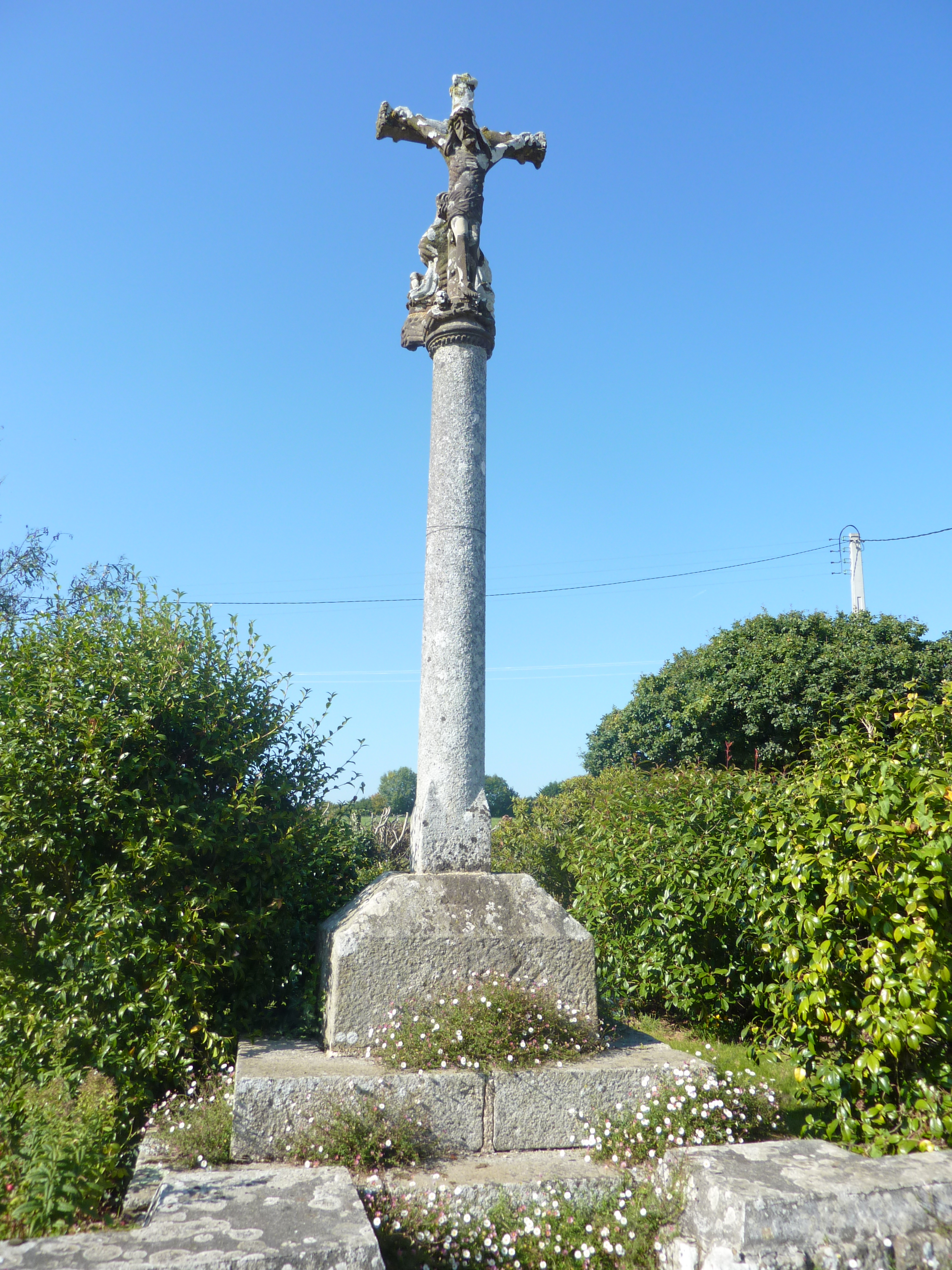
Brasparts : la Croix-Jacob (route du Faou).
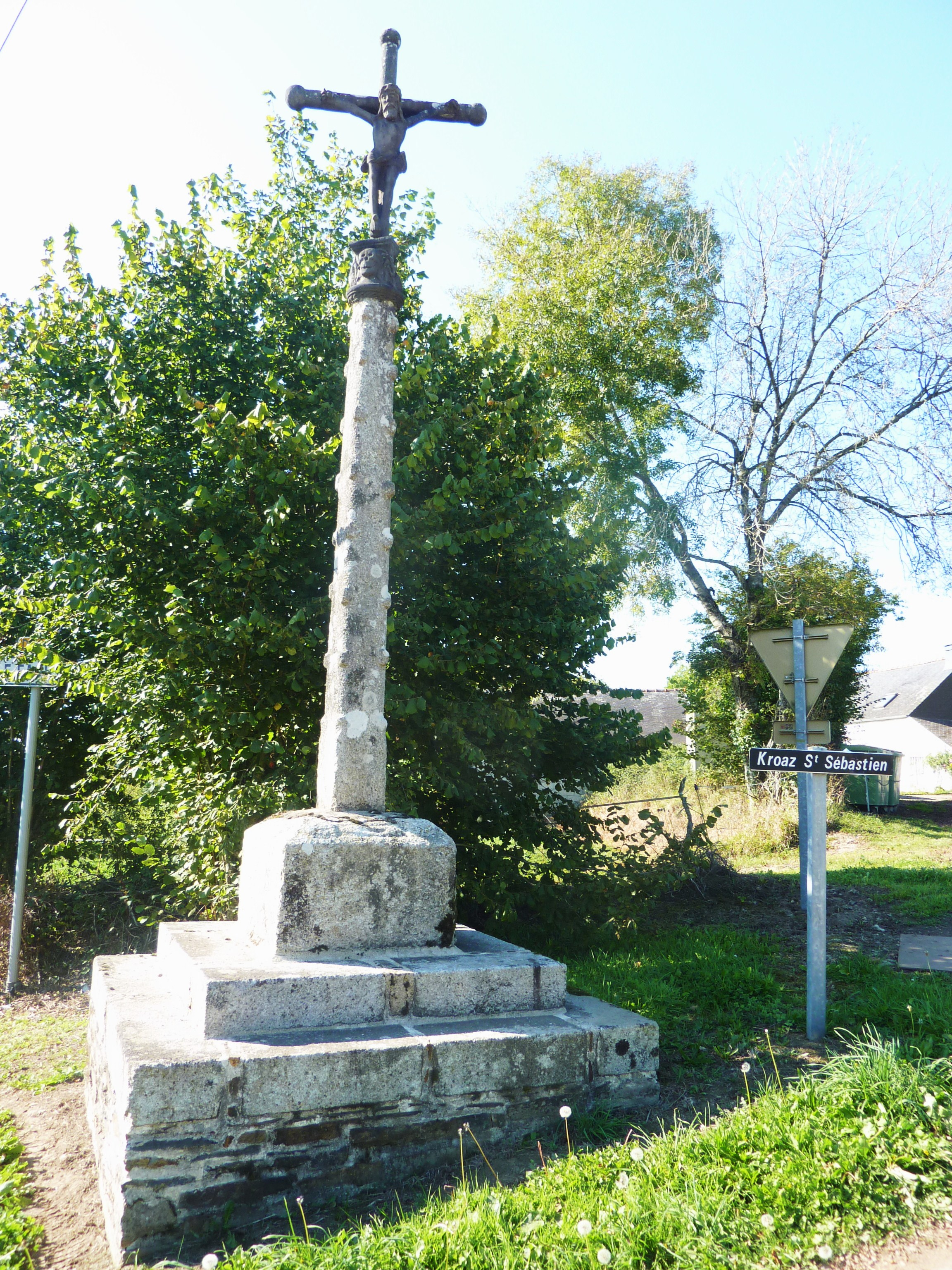
Brasparts : la croix de la chapelle Saint-Sébastien.

- Le menhir de Roc'h Cléguer, dressé à un carrefour au pied de la colline de Roc'h Cléguer sur la limite de la commune avec Loqueffret. Il a servi de borne, peut-être dès l'époque gallo-romaine. Il est actuellement sur le trajet d'un GR dont il porte la marque. Comme indiqué ci-dessus, la croix à qui il a un temps servi de socle n'y est plus.
- La noce de Pierres (« an Eur Veign ») est un alignement mégalithique situé aux confins du Yeun Elez, au pied du Mont Saint-Michel de Brasparts, célèbre par sa légende (voir ci-dessus). Constitué de 88 menhirs de taille très modeste, le plus grand mesurant 1,80 m de hauteur, l'alignement est orienté ouest-est. La hauteur des blocs de quartzite et de quartz est croissante lorsque l'on se dirige vers l'est. Au centre se trouve une petite enceinte fossoyée subcirculaire matérialisée par une différence de végétation. Quelques pierres s'écartent de la file principale formant de petites sécantes. Une prospection réalisée en 1978 a livré une industrie lithique qui permet de dater l'occupation du site du Néolithique[120].
- L'escalier d'Artus.
- La Ferme d'Antéa, anciennement Ferme des Artisans, située au pied du Mont Saint-Michel de Brasparts, propose expositions et animations artisanales a rouvert ses portes le 1er mai 2014.

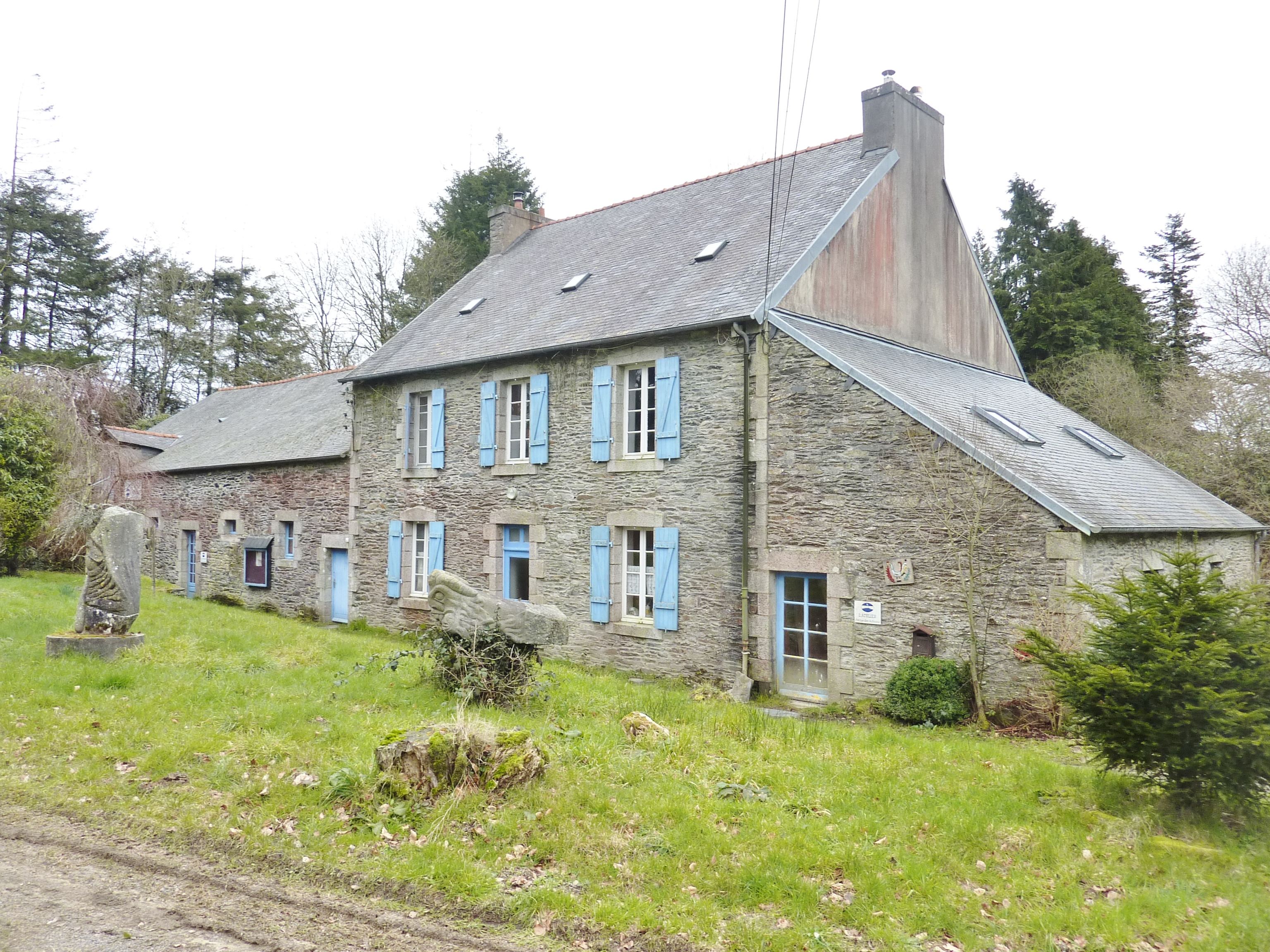
Brasparts : la Ferme d'Antéa au pied du mont Saint-Michel-de-Brasparts.

- La ferme de Gwenandour organise des concerts[121] (festival « Aux Portes de l'Enfer »).
- Le camp romain du Château noir (« Castel Du ») où a été découvert dans les années 1930 une plaque de schiste avec le portrait d'un Osisme romanisé dénommé « Veus », premier Finistérien dont le nom est connu[122]. La plaque se trouve au musée départemental breton de Quimper.
- Manoir du Parc (XVIIIe siècle).
- Manoir de Langle (XVIIe-XVIIIe siècle).
- La chapelle Sainte-Barbe a disparu : construite en 1691, servant de caserne pendant la Révolution française, elle est rendue au culte en 1827 ; sa démolition a lieu en 1945[36].
- Maison de Keryvarc'h (XVIIIe siècle).
- 14 moulins.
- Motte féodale du village du Voden.

## Danse
Brasparts a donné son nom à plusieurs danses bretonnes particulières :
- la « gavotte de Brasparts », qui démarre du pied droit, d'où son autre nom « gavotte du pied droit »[123] ;
- l'aéroplane ;
- la dérobée de Brasparts.

## Associations
- L'association Jardins du monde, créée en 1997, a pour objectif l'amélioration de l'état sanitaire des populations qui n'ont pas accès aux médicaments conventionnels, en valorisant les pharmacopées locales et les plantes médicinales. Ses pays d'intervention se situent en Amérique centrale (Guatemala, Honduras), Afrique (Burkina Faso, Madagascar) et Asie (Tibet, Mongolie).
- L'association « Héritage Culturel de Brasparts », créée en 1990, a pour but la sauvegarde du patrimoine archéologique, historique, artistique et culturel de Brasparts. Son premier objectif est la chapelle Saint-Sébastien, mais elle s'intéresse également, comme son nom l'indique, à tous les monuments de la commune et à la protection des sites.
- Le « Centre Nature et environnement » de Brasparts (Centre permanent de tourisme et de découverte de l'environnement - CPTDE), dépend du parc naturel régional d'Armorique. Il est implanté au Bois du Rugornou, a pour mission l'initiation à la protection de l'environnement, travaillant essentiellement avec un public scolaire et de centres de vacances. Il travaille sur des thématiques variées : faune, flore, eau, énergie renouvelable, gestion des déchets, patrimoine… Certains thèmes sont enseignés en langue bretonne[124]. C'est aussi un centre de découverte de Brasparts ainsi qu'un centre équestre, le « Centre équestre de l'Arrée »[125].